# Dundee
Vous lisez un « bon article » labellisé en 2009.
Pour les articles homonymes, voir Dundee (homonymie).
Dundee (Dùn Dèagh en gaélique écossais), anciennement Alectum, est une ville du nord-est de l’Écosse à environ 100 km au nord d’Édimbourg, sur la rive nord de l’estuaire du fleuve Tay, près de la côte est de la mer du Nord. C’est la quatrième ville d’Écosse, avec une population de 143 090 habitants (en 2003), celle-ci montant à 170 000 environ si l’on inclut les secteurs faisant partie de l’agglomération, mais pas du council area de la ville. Dundee possède officiellement le statut de cité (depuis 1889) mais aussi celui de council area (depuis le 31 mars 1996) et de région de lieutenance. Elle était la capitale administrative de la région du Tayside (ainsi que du district de Dundee au sein de cette région, du 15 mai 1975 au 31 mars 1996). Elle est connue en Grande-Bretagne sous le nom de City of Discovery (ville de la découverte) en raison des activités scientifiques qui s’y déroulèrent, ainsi qu’en référence au RRS Discovery, le navire de l’expédition de Robert Falcon Scott vers l’Antarctique, qui y fut construit et qui est aujourd’hui à quai à Dundee.
Les origines de Dundee remontent à l’âge du fer et aux Pictes. Durant le Moyen Âge et la Renaissance, elle se retrouve au cœur de plusieurs affrontements. Lors de la révolution industrielle, l’industrie du jute déclenche le développement rapide de la ville. Durant cette période, Dundee se forge également une réputation pour son industrie de la marmelade ; le développement concomitant du journalisme lui valut son surnom, toujours utilisé, de « ville de la confiture, du jute et du journalisme » (« jam, jute and journalism »).
Dundee devint le principal port baleinier du Royaume-Uni dans les années 1860, dépassant ainsi Peterhead qui elle-même avait supplanté Hull vingt ans plus tôt. L'huile de baleine était utilisée pour l'une des principales industries de Dundee, la toile de jute : on s'en servait pour assouplir les fibres avant de les traiter. Tout comme le négoce du tabac enrichit Glasgow, les industries baleinières et le jute firent la prospérité de Dundee.
C'est à Dundee que résidait l'inventeur du timbre-poste gommé, James Chalmers.
La population de Dundee atteint un pic au début des années 1970 de presque 200 000 habitants, mais elle diminue depuis en raison de l’émigration et de la modification des limites de l’agglomération, qui a fait perdre à Dundee, dans les années 1970 et 80, quelques-unes de ses banlieues.
Les industries biomédicales et technologiques se sont développées depuis les années 1980 et Dundee représente maintenant 10 % de l’industrie de divertissement numérique du Royaume-Uni. Dundee est également connue pour être la ville du tisserand et acteur William McGonagall, surnommé le « pire poète au monde ». Sur le plan culturel, Dundee accueille le Scottish Dance Theatre, ainsi que le Royal Scottish National Orchestra.
Le 5 mars 2004, Dundee a reçu le statut de « ville du commerce équitable » (Fairtrade City).

## Géographie

### Environnement et climat

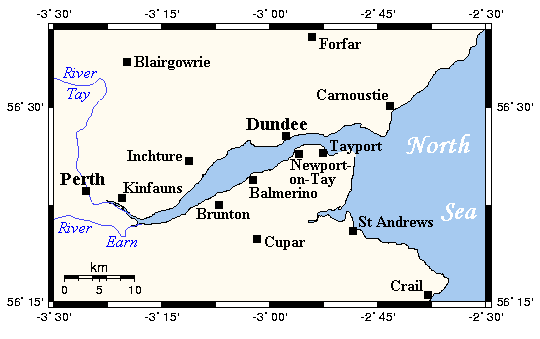
Carte de l’estuaire du fleuvel Tay.

Dundee est située sur la rive nord de l'estuaire du fleuve Tay et près de la mer du Nord. Elle entoure le culot basaltique d'un volcan éteint, le Dundee Law ou, plus simplement, The Law, d'une altitude de 174 m. Dundee est la seule ville d'Écosse faisant face vers le sud, ce qui classe la ville parmi les plus ensoleillées d'Écosse. Les températures ont tendance à y être supérieures d'un à deux degrés à celles d'Aberdeen, situé plus au nord, ou à celles des côtes d'Angus. Grâce à la chaîne protectrice de collines à l'arrière de la cité, souvent couvertes de neige alors que la ville reste dégagée, les hivers de Dundee sont moins rigoureux que dans le reste de l'Écosse.

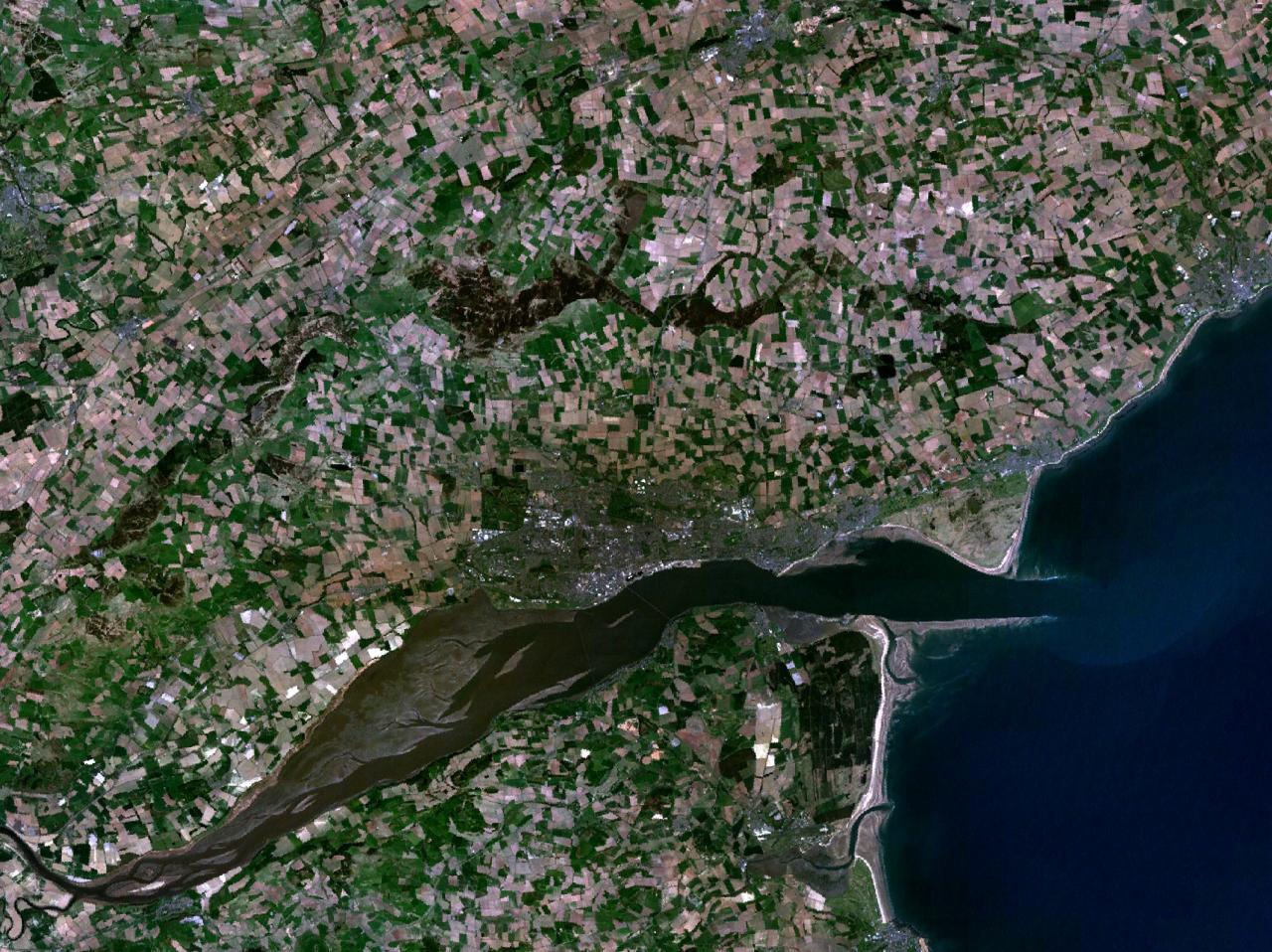
Vue satellitaire de l'estuaire du Tay.

| Tableau des valeurs ombrothermiques de Dundee                                                                                   |      |      |      |      |      |      |      |      |      |      |      |      |       |
| Mois | Jan  | Fev  | Mar  | Avr  | Mai  | Jui  | Jul  | Aoû  | Sep  | Oct  | Nov  | Dec  | Année |
| Temp. max. moy. / °C | 6,3  | 6,9  | 9,0  | 11,0 | 13,6 | 16,8 | 19,0 | 18,9 | 16,2 | 12,8 | 9,0  | 7,0  | 12,2  |
| Temp. min. moy. / °C | 0,4  | 0,6  | 1,8  | 3,2  | 5,6  | 8,4  | 10,5 | 10,3 | 8,4  | 5,7  | 2,4  | 1,1  | 4,9   |
| Précipitations moyennes / mm | 68,6 | 45,8 | 49,5 | 43,9 | 49,5 | 51,1 | 46,8 | 47,2 | 61,7 | 66,4 | 57,3 | 66,2 | 653,9 |
| Nombre de jours de pluie | 12,0 | 8,6  | 10,4 | 7,9  | 9,3  | 8,8  | 9,0  | 8,7  | 9,8  | 10,6 | 10,1 | 11,5 | 116,7 |
| Nombre moyen de jours à température négative de l'air                                                                           | 12,8 | 11,4 | 8,2  | 4,5  | 1,0  | 0,0  | 0,0  | 0,0  | 0,1  | 2,0  | 8,1  | 11,6 | 59,7  |
| Source : metoffice.gov.uk, en se basant sur les moyennes entre 1971 et 2000 de la ville voisine de Leuchars, distante de 10 km. |      |      |      |      |      |      |      |      |      |      |      |      |       |

### Transports

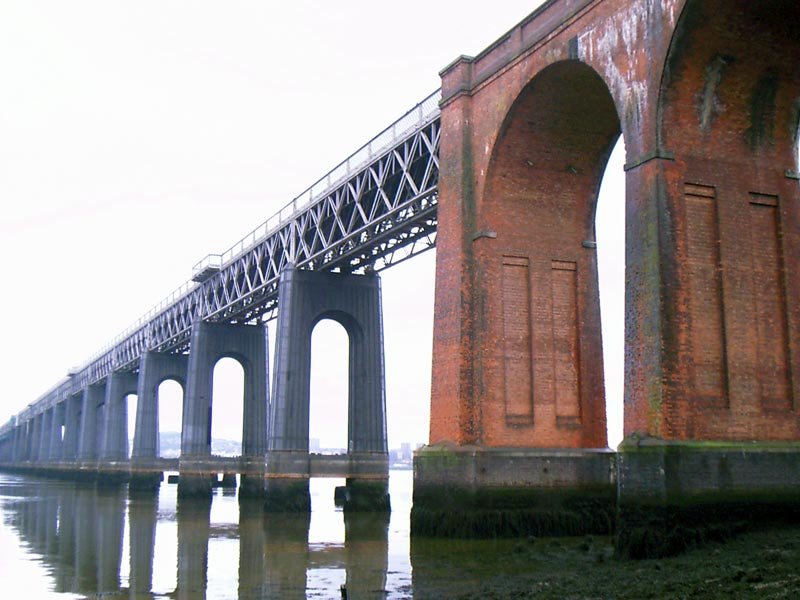
Taybridge

C'est dans l'estuaire de la Tay que fut mis en service en 1850, pour la première fois au monde, le premier ferry pour trains. En 1878, il fut remplacé par un pont de près de 3 km de long. En décembre 1879, une catastrophe eut lieu, le pont s'écroula et un train fut précipité dans les eaux glacées. Soixante-quinze personnes périrent. L'architecte du pont, Thomas Bouch, mourut peu après, très affligé par la tragédie. Il fallut attendre dix ans pour qu'on construise à nouveau des ponts au-dessus des estuaires du Forth et de la Tay.
Sur le plan routier, Dundee est desservie par l’A90 qui la relie à Perth à l’ouest et à Forfar et Aberdeen au nord. Cette route, connue sous le nom de Kingsway sur sa portion qui traverse la ville, est une autoroute à deux voies et forme la principale rocade nord. À l’est, l’A92 connecte Dundee à Monifieth et Arbroath ainsi qu’au comté de Fife sur la Rive-Sud du fleuve Tay via un pont gratuit depuis le 10 février 2008. Auparavant, et depuis le 1er juin 1991, le péage n’était dû que dans le sens sud menant vers Fife. La route principale entourant la ville au sud est Riverside Drive, puis Riverside Avenue (A991), qui suit le fleuve Tay à partir d’une jonction avec l’A90 à l’ouest jusqu’au centre de la ville où elle rejoint l’A92 au niveau du pont.
Dundee dispose d’un large réseau public de bus, la Seagate Bus Station étant le terminus principal. Le groupe Travel Dundee opère sur la plupart des services de la ville tandis que Strathtay Scottish se charge des services ruraux.
Dundee possède deux gares de chemin de fer, Dundee Tay Bridge Station, située près du front de mer, et Broughty Ferry Station (en), beaucoup plus petite, située plus à l’est, à Broughty Ferry. Ces deux stations sont sur la même ligne desservant la côte Est de l’Écosse. Les services ferroviaires sont fournis par ScotRail (services régionaux vers Édimbourg, Glasgow, Perth, Aberdeen et Inverness), CrossCountry offre également un service vers la Riviera anglaise (Plymouth et Penzance) en traversant tout le territoire britannique, et London North Eastern Railway (LNER) relie la ville à Londres King's Cross via Édimbourg, Newcastle et York, avec quatre trains par jour dans chaque sens.
Depuis les années 1980, Dundee ne dispose plus de son terminal de fret ferroviaire Freightliner.
Un aéroport régional offre des vols commerciaux vers London City Airport trois fois par jour. Celui-ci possède une piste de 1 400 m pouvant servir à de petits avions et se situe à 3 km à l’ouest du centre-ville, à côté du fleuve Tay. Les grands aéroports les plus importants à proximité sont ceux d’Édimbourg et d’Aberdeen.

### Architecture et population
La ville, qui occupe un espace relativement restreint, est la zone la plus densément peuplée d'Écosse après Glasgow, et la cinquième de tout le Royaume-Uni. Son habitat urbain est surtout composé d'immeubles de quatre étages d'architecture victorienne, bâtis en grès brun ou couleur miel. On trouve cependant un grand nombre de tours des années 1960 dans les quartiers centraux, ainsi que dans quelques zones périphériques, qui comptent parmi les plus pauvres du Royaume-Uni.
À l'est de la ville se trouve la banlieue huppée de Broughty Ferry, avec son yacht club, ses multiples services haut de gamme et ses coûteuses maisons, beaucoup dans le ton architectural développé pendant la Révolution industrielle. On rencontre là des représentants des professions libérales, des footballeurs et la présentatrice de télévision, Lorraine Kelly. Le prix de l'immobilier y est bien plus élevé que la moyenne écossaise.

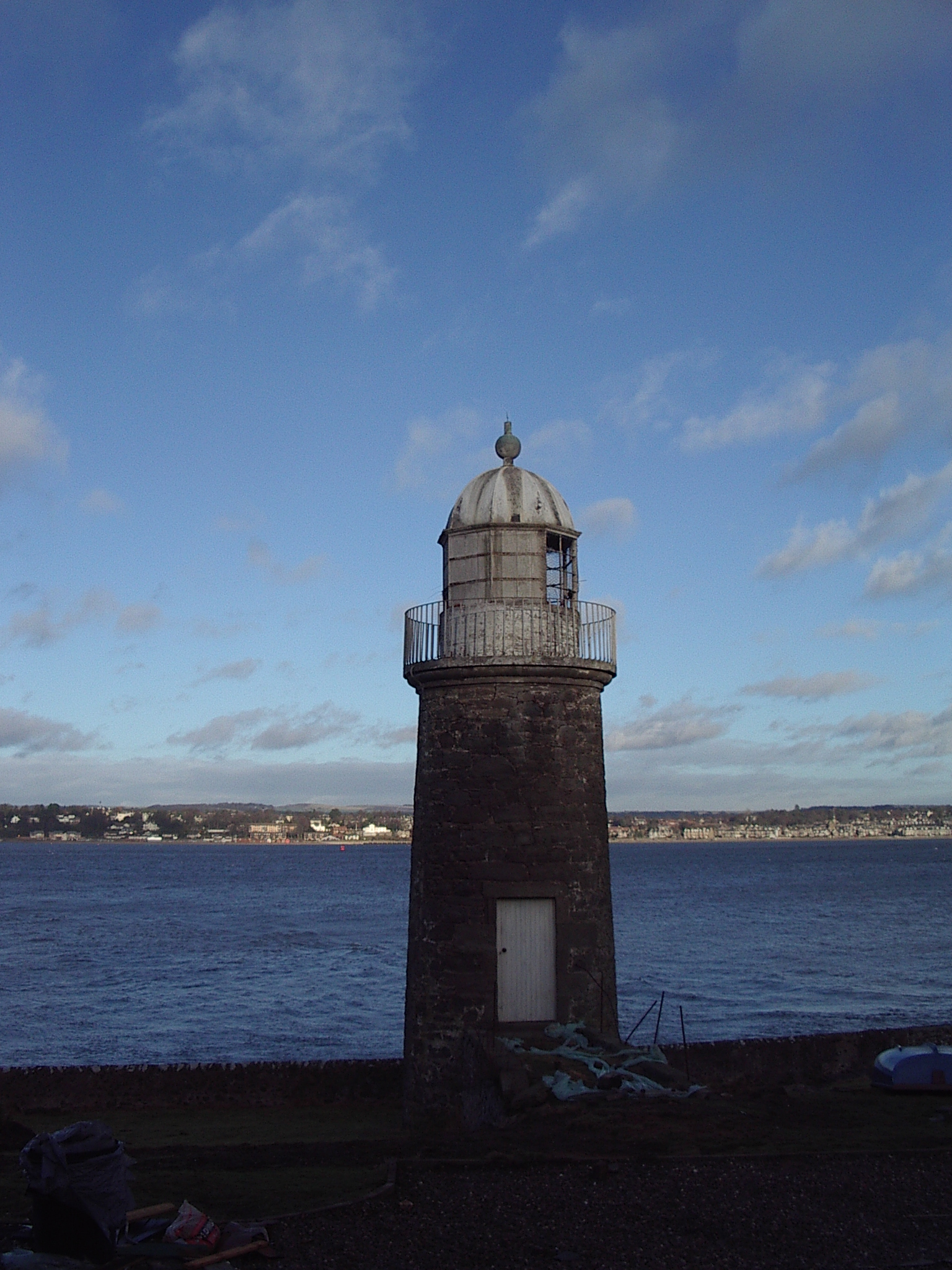
Phare sur l'estuaire de la Tay
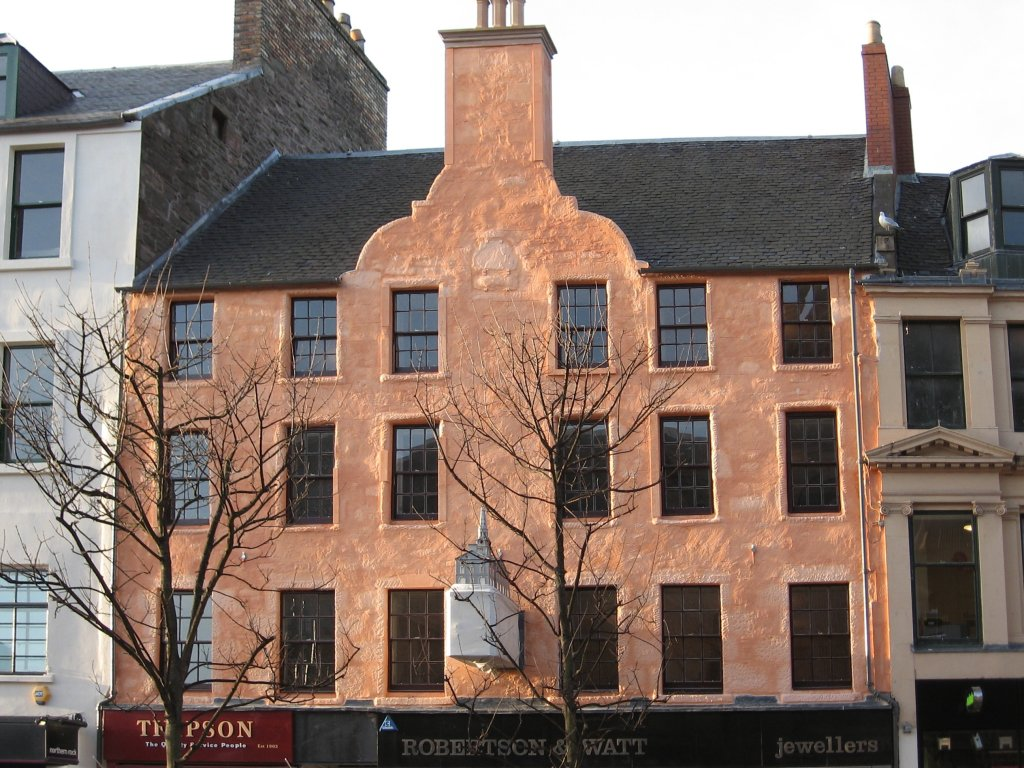
L'immeuble de Gardyne's Land sur Dundee High Street
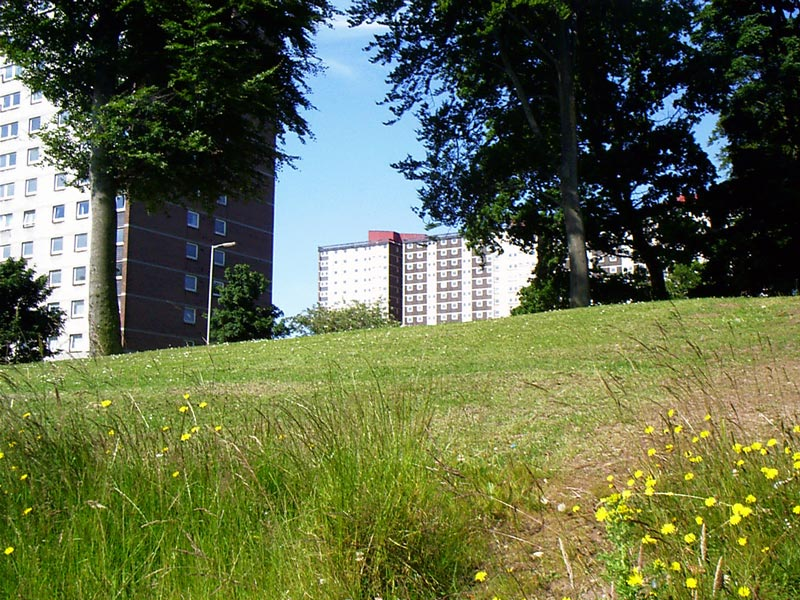
Les immeubles du quartier populaire d'Ardler
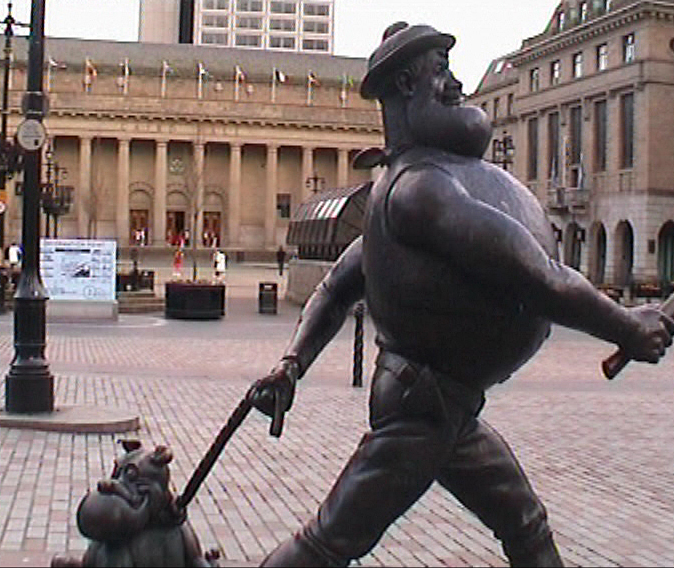
Caird Hall derrière la statue de Desperate Dan
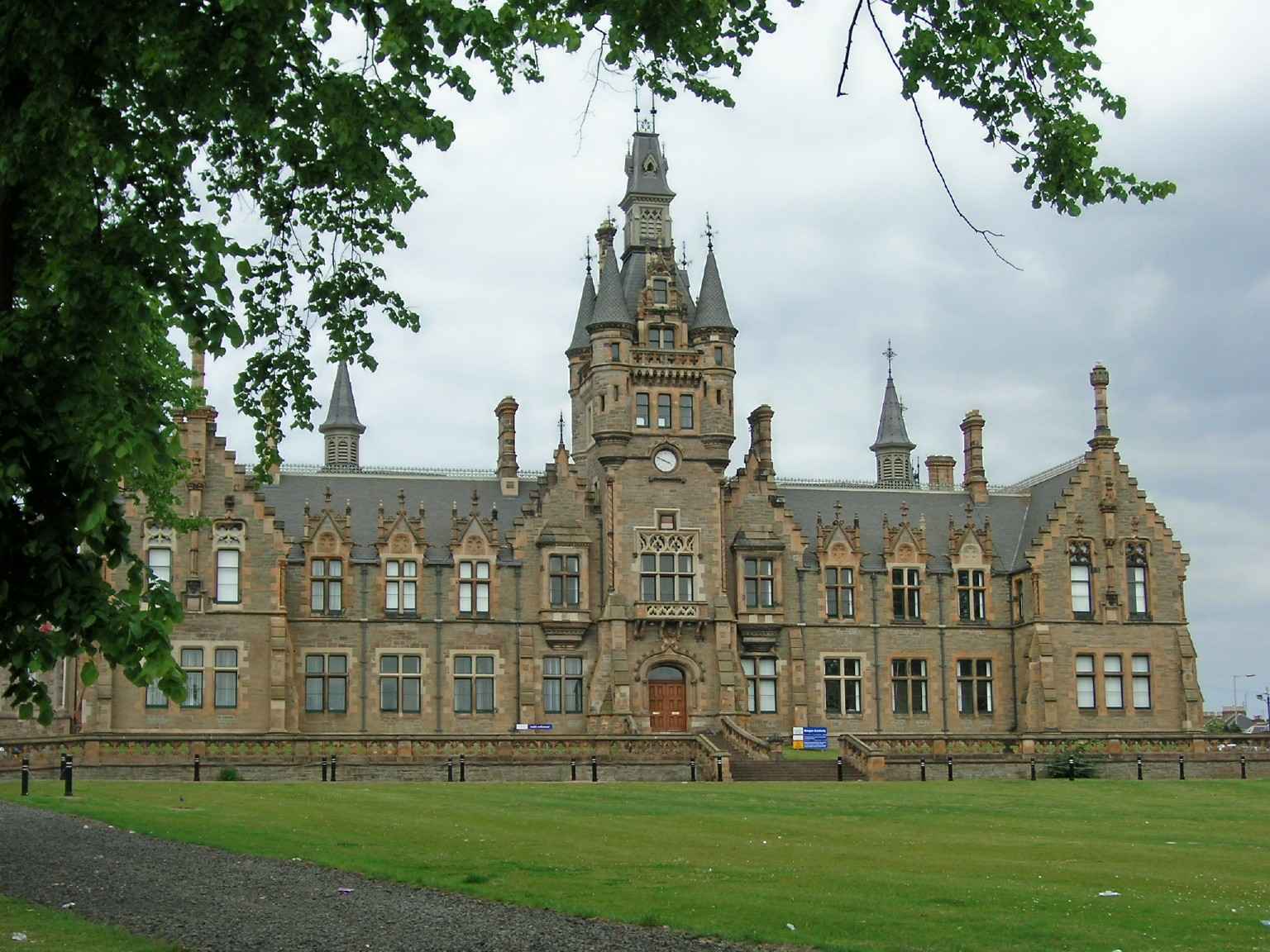
Morgan Academy, une école secondaire de la ville
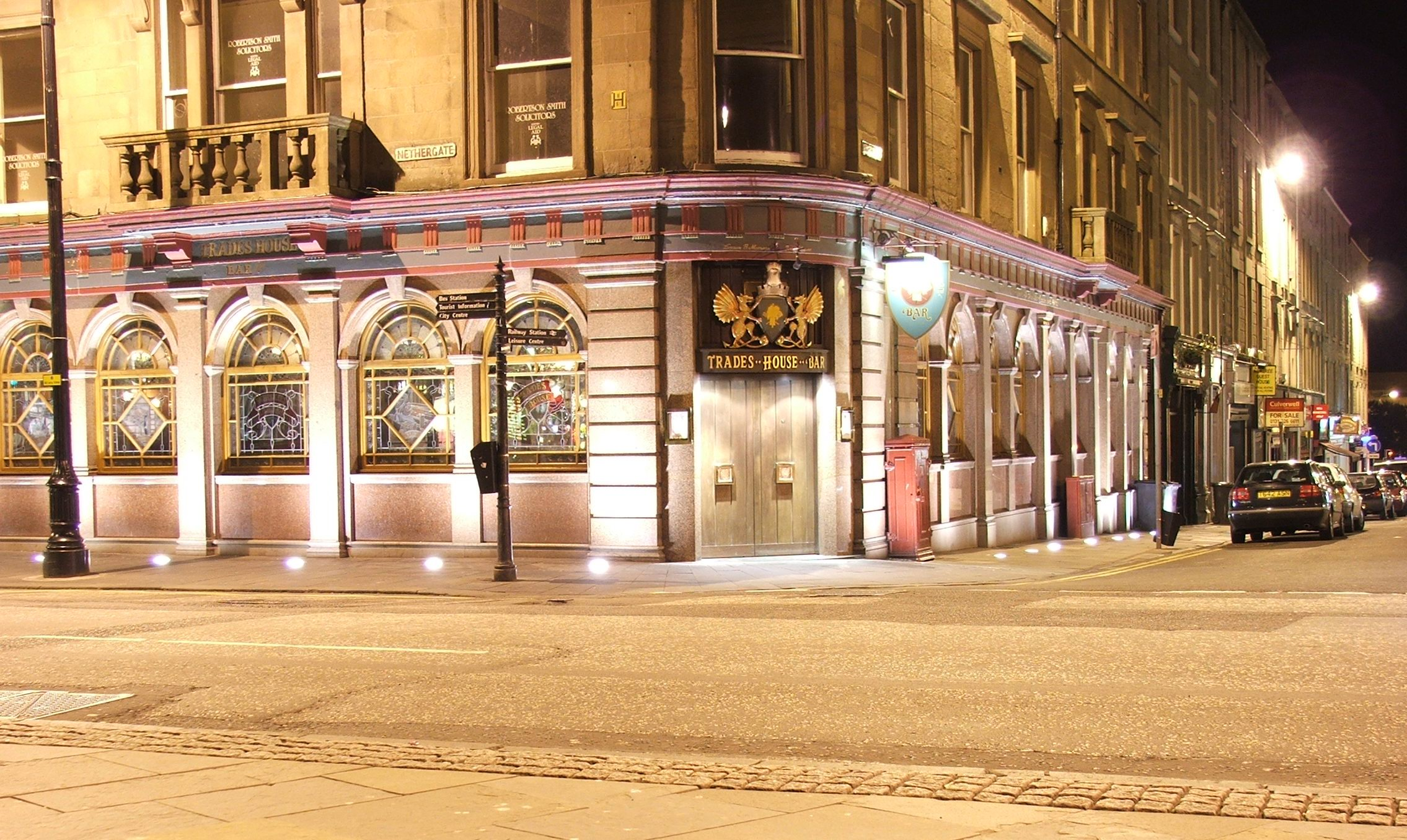
Trade House Pub
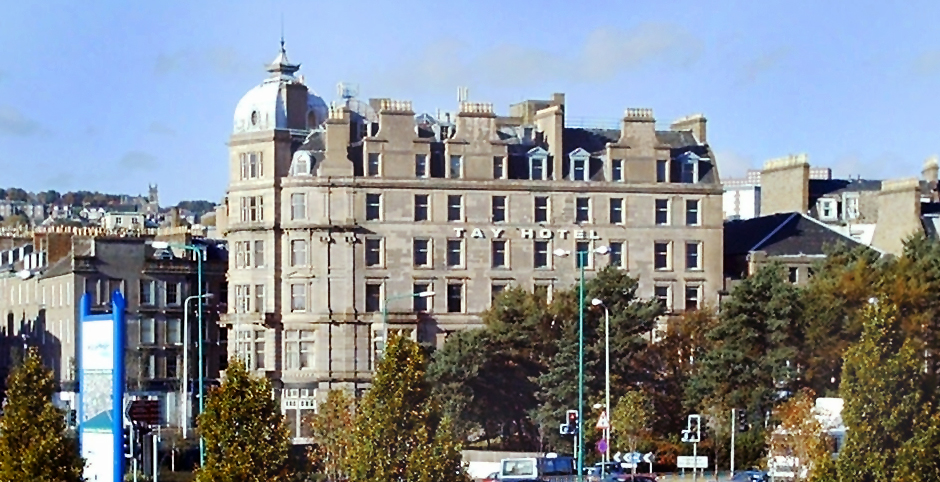
Tay Hotel
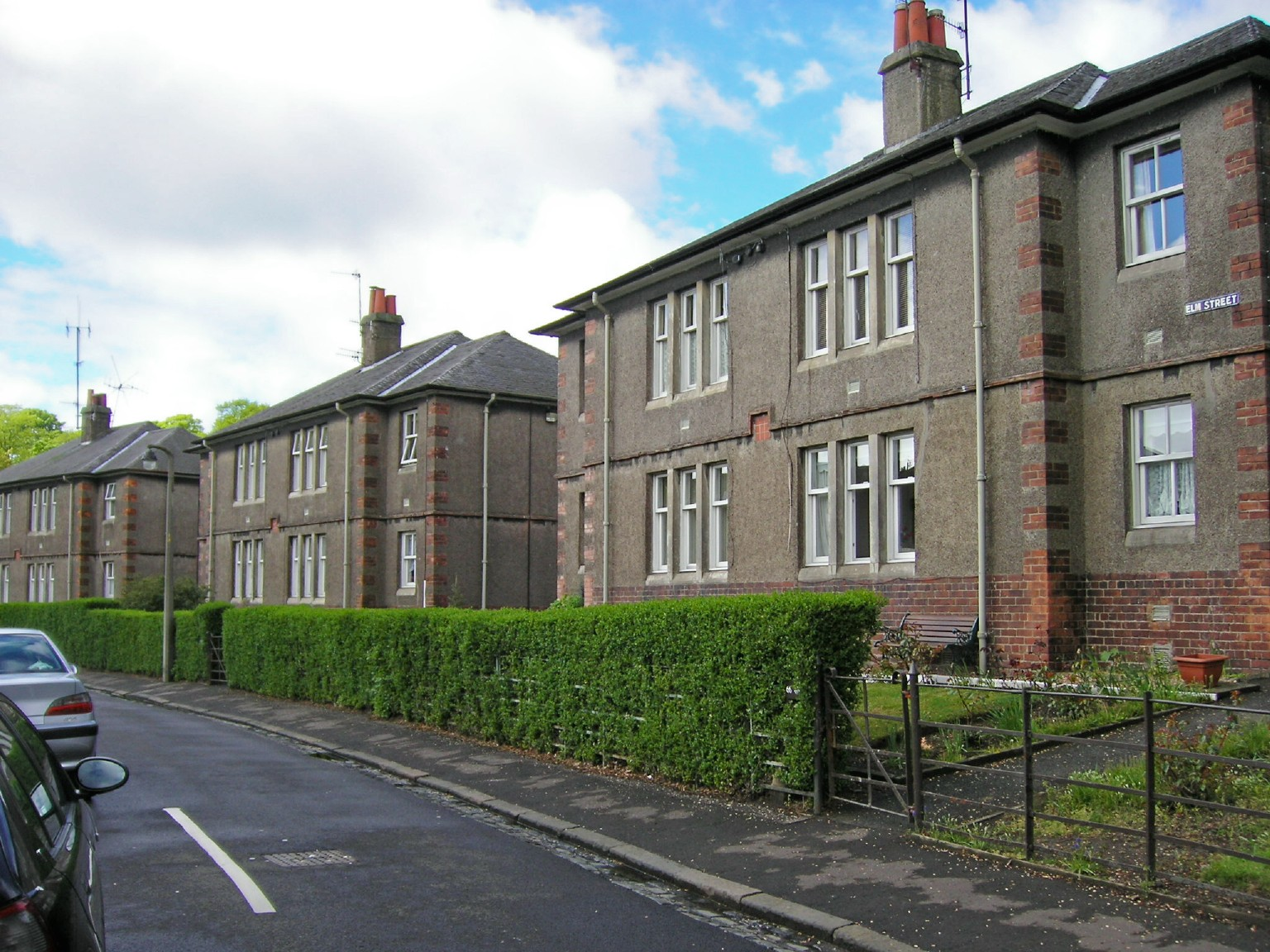
Une rue de la banlieue de Logie

## Toponymie
Le nom gaélique de Dundee, Dùn Dèagh signifie « le fort de Daig ». Si le fort auquel il est fait référence a été identifié comme le château qui s'élevait jusqu'au XIIIe siècle au sommet du Dundee Law, « Daig » serait un personnage historique non identifié. D'autres origines gaéliques possibles du nom sont Dùn dubh (« le fort noir ») et Dùn Dè (« le fort de Dieu »), qui se seraient corrompues en Dùn Dèagh puis Dundee en anglais.
Dans les anciens documents de langue anglaise, Dundee est appelée Donde en 1177, Dunde en 1199, puis Dundho et Dundoo en 1200.

## Histoire

### Origines pictes

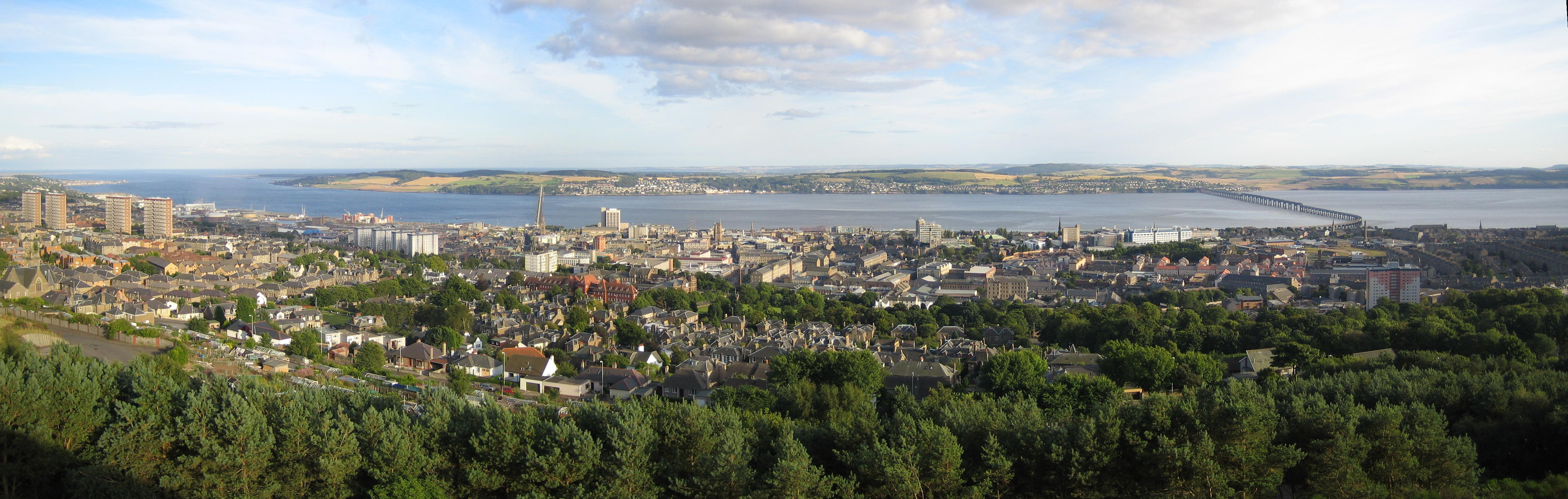
Dundee et le Firth of Tay

La date exacte de la fondation de Dundee est inconnue ; toutefois, si la ville est mentionnée pour la première fois dans un texte du XIIe siècle, son origine est sans doute bien plus ancienne. On sait que Dundee fut d'abord un camp picte, lorsque ce peuple s'est installé dans la région, voilà 3 500 ans. Ce sont les Romains qui lui ont donné son premier nom connu, Alectum. Le nom de « Dundee » est adopté plus tard ; il est issu du gaélique écossais Dùn Dèagh (« fort du fleuve Tay »).
En 1191, Dundee reçoit de Guillaume Ier d'Écosse une charte faisant d'elle un burgh royal, ce qui laisse supposer que la ville était déjà d'une certaine taille et importance. Cette charte est révoquée par Édouard Ier, puis remplacée par une nouvelle par Robert Ier en 1327.

### LeRough Wooinget les guerres civiles

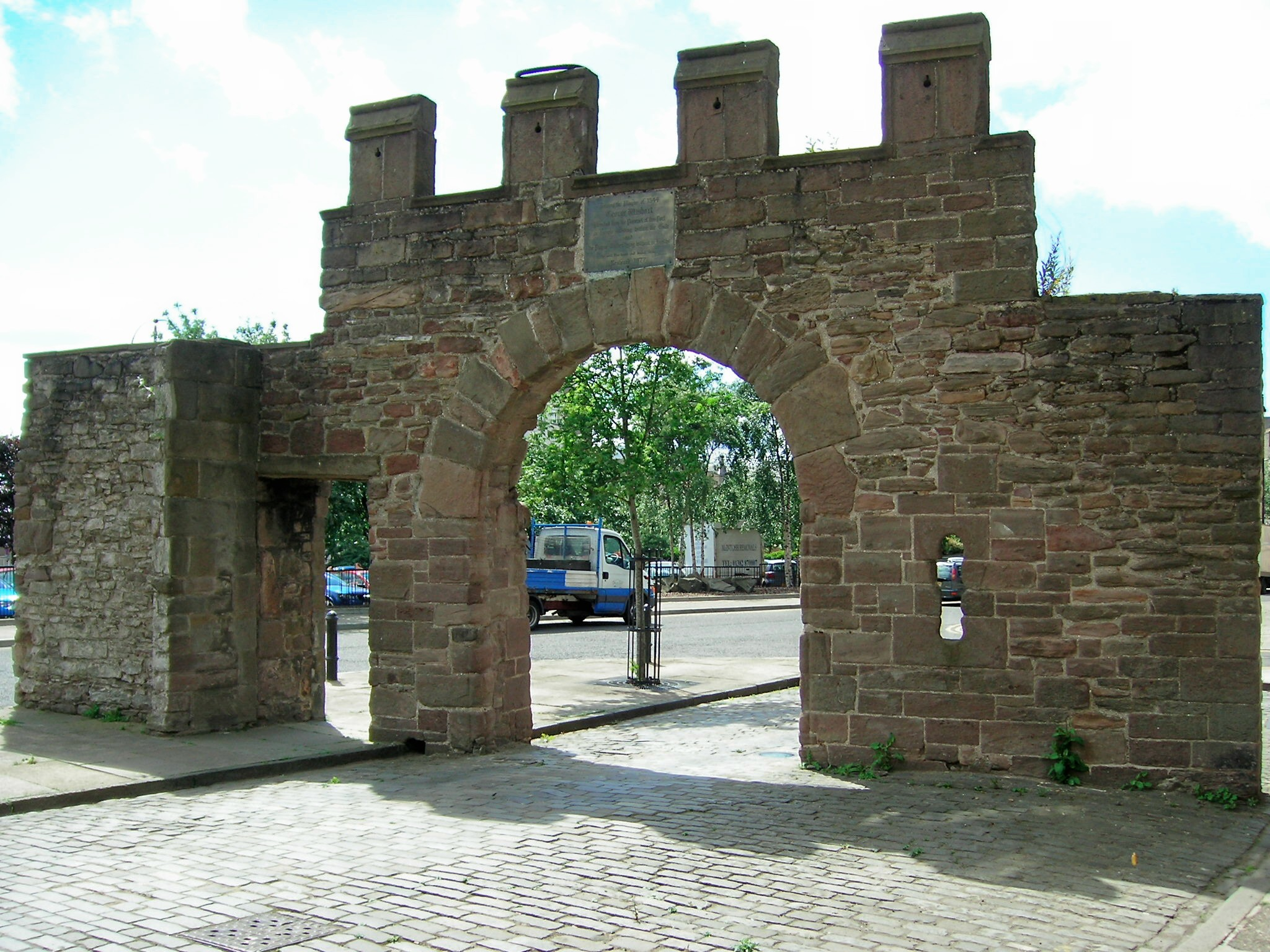
La Wishart Arch, seul vestige des remparts de la ville

De 1544 à 1551, l'Écosse connaît une période d'hostilités, appelée Rough Wooing (la rude séduction), et Dundee devient une ville fortifiée en 1545. En juillet 1547, une grande partie de la ville est détruite lors d'un bombardement naval anglais. En 1645, lors de la guerre civile écossaise (1644 – 1650), Dundee est assiégée par les forces royalistes de James Graham, premier marquis de Montrose. En 1651, lors de la troisième guerre civile anglaise, Dundee est envahie par le général Monck qui commandait alors les forces d'Oliver Cromwell en Écosse : les parlementaires anglais détruisent une bonne partie de la ville et tuent beaucoup de ses habitants. Dundee est ensuite le siège d'une rébellion jacobite lorsque John Graham, 1er vicomte de Dundee fait flotter la bannière des Stuart à Dundee Law (la colline au centre de la ville) en soutien au coup d'État de Jacques VII d'Écosse (Jacques II d'Angleterre). Trois siècles plus tard, Graham, héros de la cause jacobite, reçu de Sir Walter Scott son surnom de Bonnie Dundee, dans un poème ayant inspiré la chanson populaire du même nom,.

### La révolution industrielle

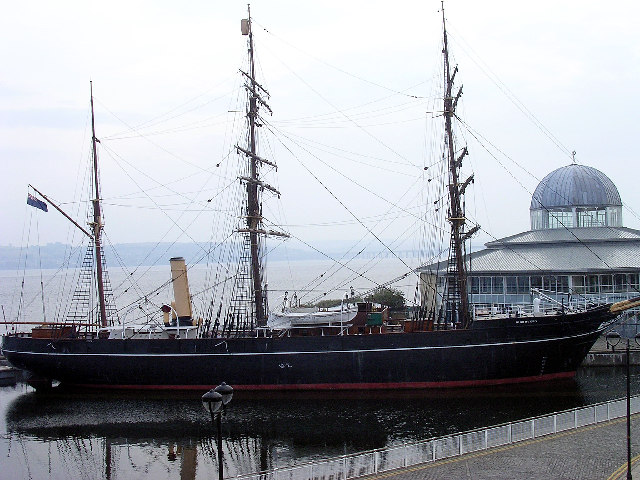
Le navire RRS Discovery

Avant la révolution industrielle, la seule industrie présente à Dundee était celle du lin. En 1806, une filature fut fondée par James Brown, de Cononsyth. En 1833, le jute devint la troisième branche industrielle, introduit à Dundee par Thomas Neish et James Watts. En 1866, on utilisait déjà 62 millions de kilogrammes de jute et, depuis la révolution industrielle, le jute n'a plus quitté Dundee. La ville fut surnommée en économie par les « 3 J » (jute, jam and journalism) pour la prédominance des industries du jute, de la confiture et de la presse.
L'industrie du jute est en grande partie à l'origine de l'expansion de Dundee lors de la révolution industrielle,. L'emplacement de Dundee sur un vaste estuaire facilite l'importation du jute des Indes et la fourniture de l'huile de baleine, produite par l'importante industrie baleinière de la ville, et nécessaire au traitement du jute. Vers la fin du XIXe siècle, la majorité des ouvriers de la ville travaillait soit dans l'une des nombreuses usines de jute, soit dans une entreprise connexe. L'activité industrielle a commencé à décliner au XXe siècle lorsqu'il est devenu moins cher de fabriquer les étoffes aux Indes qu'en Écosse. La dernière usine de jute ferma ses portes dans les années 1970.
La confiture est en fait la marmelade, qui, selon la croyance populaire, aurait été inventée dans la ville par Janet Keiller en 1797 (on trouve en réalité des recettes de marmelade du XVIe siècle). Utilisant des oranges amères de Séville, la production annuelle pouvait en être estimée à un million de kilogrammes. Keiller's marmalade (« la marmelade de Keiller ») devient une marque célèbre grâce à sa production en grande série et à son exportation au niveau mondial. Pourtant, cette filière n'est jamais devenue un grand employeur comparée à celle du jute. La marmelade est depuis devenue l'apanage d'entreprises plus importantes, mais la Keiller's marmalade reste encore largement sur le marché.
Le journalisme fait principalement référence à la maison d'édition DC Thomson & Co. fondée à Dundee en 1905 et qui demeure de nos jours le principal employeur de la ville derrière les secteurs de la santé et des loisirs. Cette firme publie divers journaux, bandes dessinées et magazines, parmi lesquels on peut citer The Sunday Post, The Courier, Shout et les publications pour enfants The Beano ou encore The Dandy.

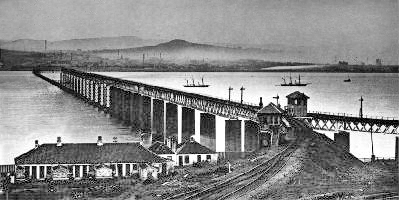
Le premier Tay Bridge, le lendemain de l'accident. La section écroulée du pont se situe à l'extrémité nord.

Au cours du XIXe siècle, les tanneries étaient également importantes à Dundee : sur les 8 046 258 peaux importées en Grande-Bretagne en 1866, un grand nombre étaient destinées à Dundee. L'industrie marine et de construction navale figurait aussi parmi les principales de la ville : entre 1871 et 1881, 2 000 navires furent construits à Dundee, y compris le RRS Discovery, le navire océanographique utilisé par Robert Falcon Scott lors de l'expédition polaire Discovery. Ce navire est exposé de nos jours au Discovery Point de Dundee, et l'usine d'époque victorienne à ossature d'acier, où son moteur fut fabriqué, est devenue aujourd’hui la plus grande librairie de la ville.
Les besoins de l'industrie locale du jute en huile de baleine soutinrent une importante activité baleinière. L'île Dundee, en Antarctique, tire son nom de l'expédition baleinière de Dundee qui la découvre en 1892. Cette activité se termine en 1912 et celle de la construction navale en 1981.
L'estuaire devient le lieu de construction du premier Tay Rail Bridge, un pont ferroviaire, construit par Thomas Bouch mis en service en 1879. Il s'agit à l'époque du plus long pont de chemin de fer du monde. Il s'effondra lors d'une tempête sous le poids d'un train bondé de voyageurs moins d'un an plus tard, le 28 décembre 1879. Il n'y eut pas de survivants. Cette catastrophe ferroviaire inspira à William McGonagall un poème intitulé The Tay Bridge Disaster (« Le désastre du pont du Tay »), souvent mentionné comme l'un des pires de la langue anglaise.

Les trois J de Dundee
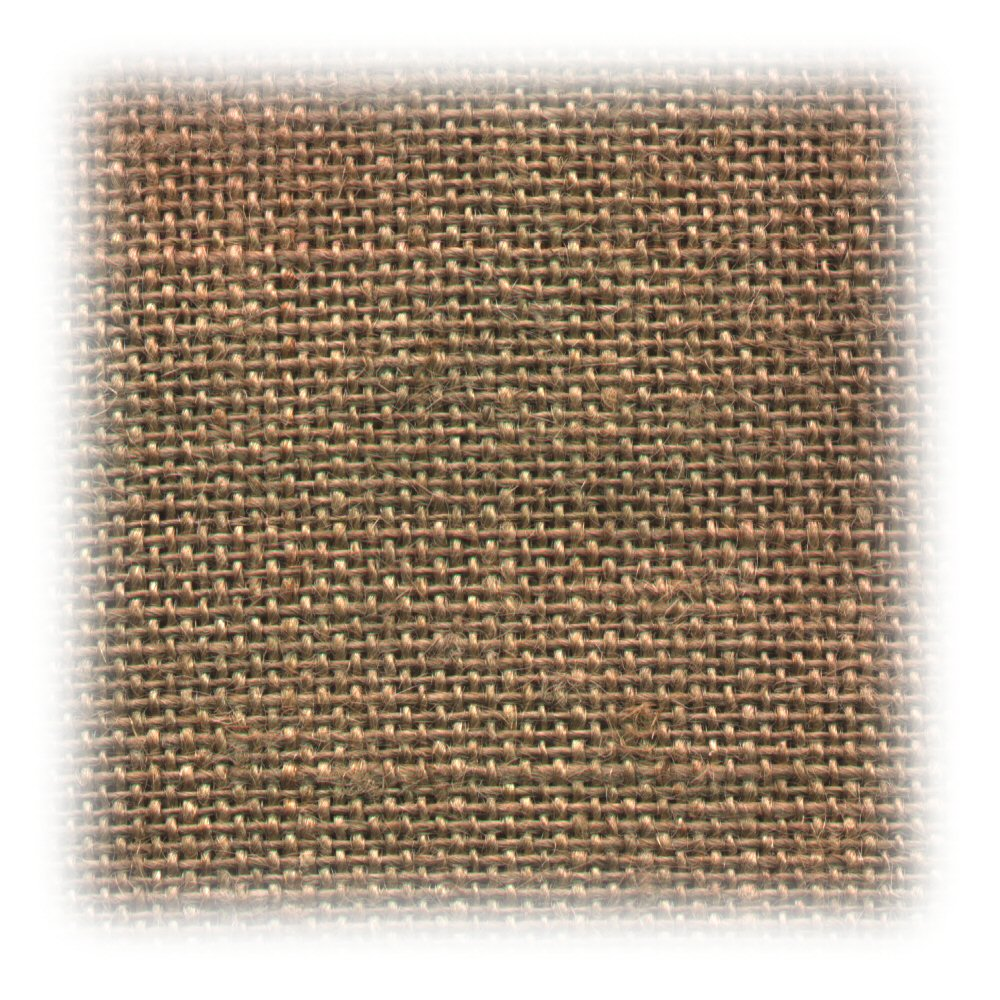
Jute
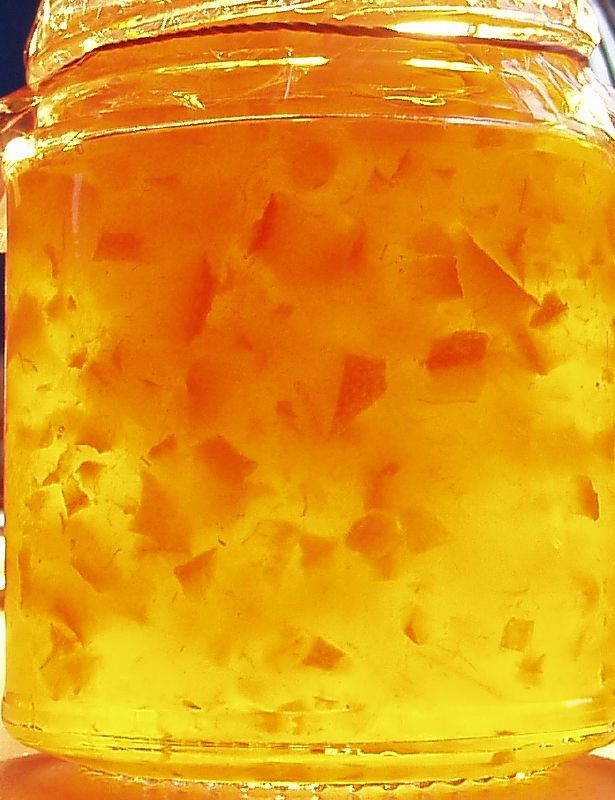
Jam (confiture)
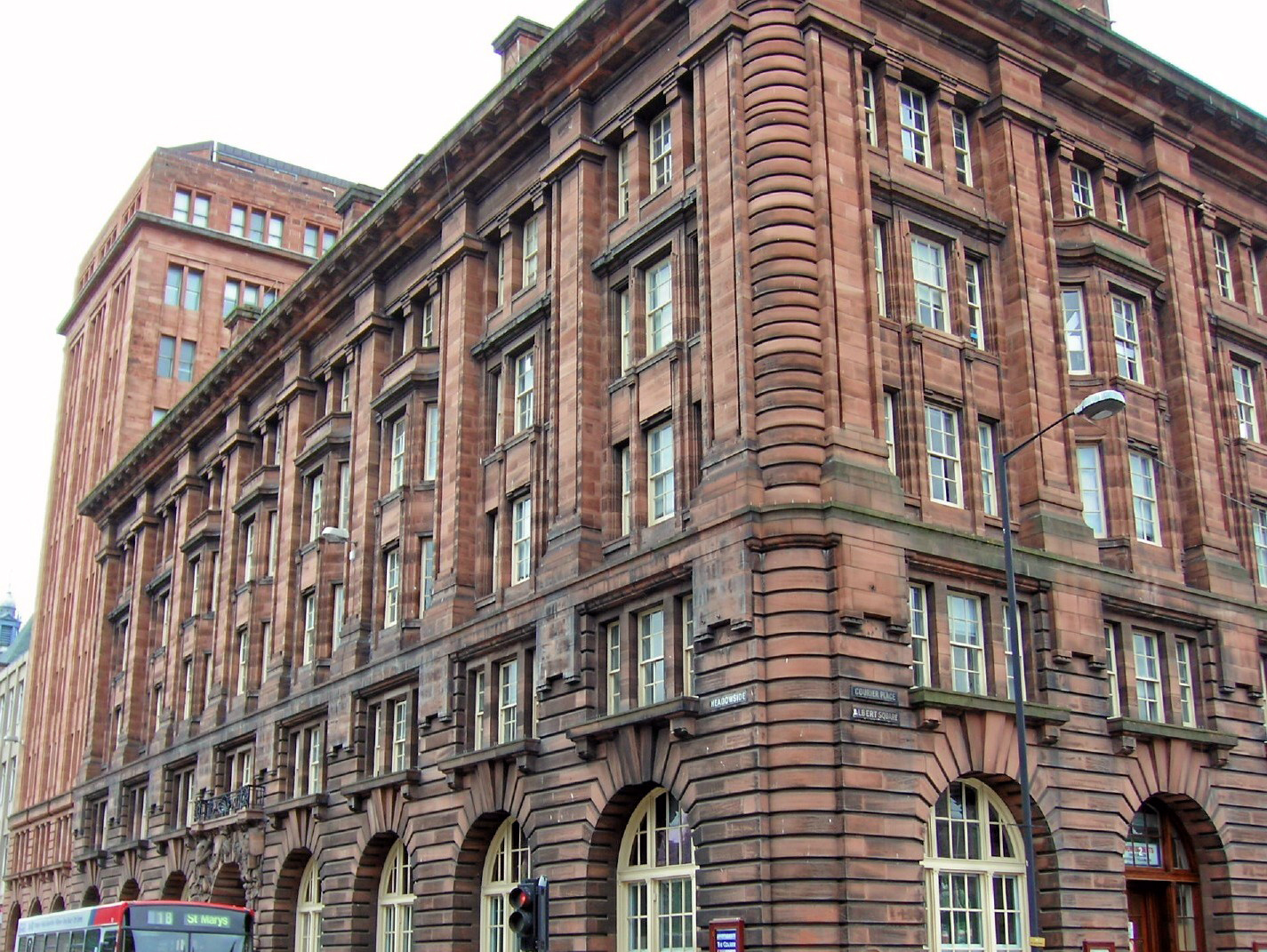
Journalism (journalisme)

### Environs
Dundee est proche :

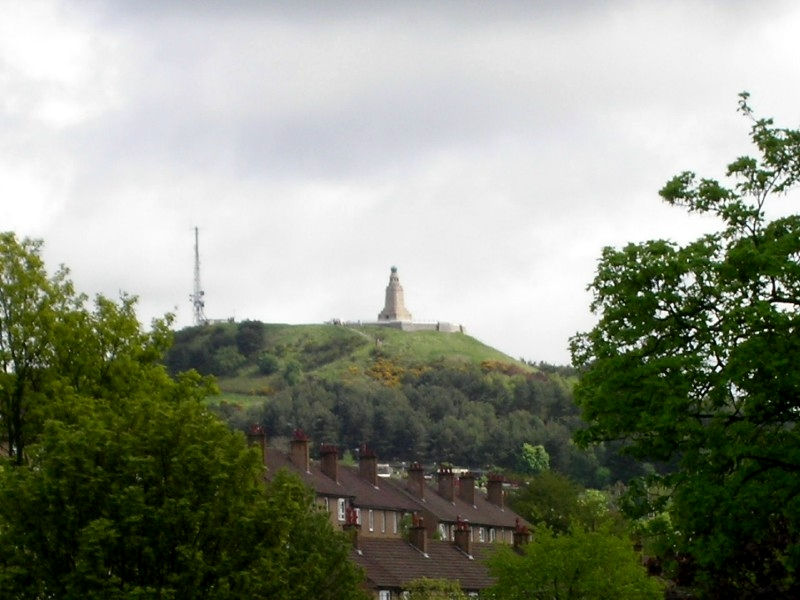
Dundee Law, l'ancien volcan au cœur de la ville

- vers l'ouest, de Perth (30 km) et des Highlands du sud ;
- vers le sud, de Saint Andrews (20 km) et de la côte nord-est de Fife ;
- vers le nord, des Sidlaw Hills, des glens (vallées) de l'Angus et du château de Glamis.

Elle est également proche de deux prestigieux parcours de golf, l'Old Course de Saint Andrews et les links de Carnoustie. Les villes d'Invergowrie dans le Perthshire, Newport-on-Tay dans le Fife, et Monifieth dans l'Angus sont hors de la juridiction de Dundee, mais sont reconnus de facto comme des quartiers de celle-ci, ce qui porte la population de l'agglomération à environ 170 000 habitants.

## Gouvernement et politique

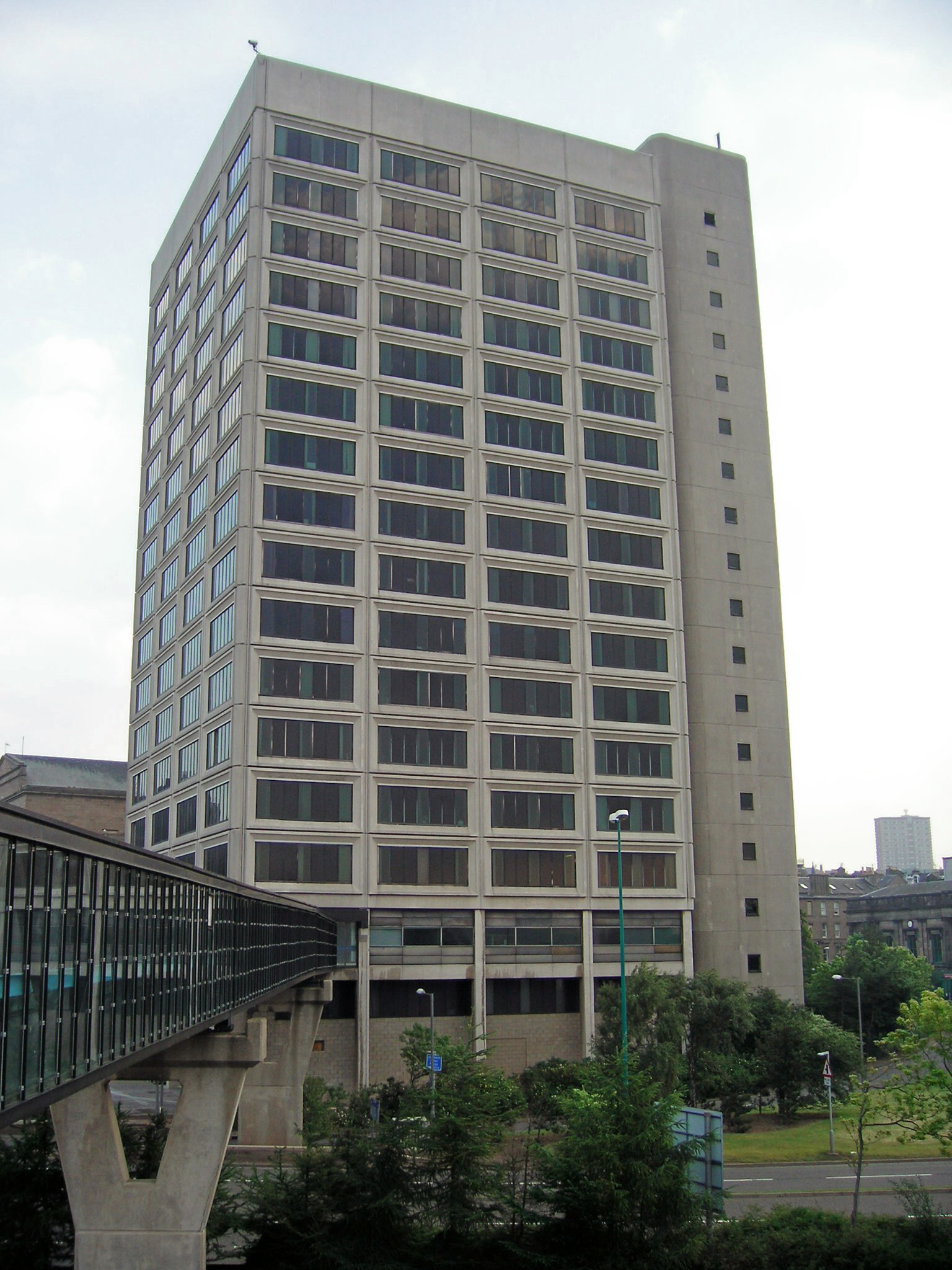
Tayside House, qui abrite l'actuel conseil municipal.

Dundee est devenue bourg royal pour la première fois en 1191, puis une autorité unitaire en 1996 sous le Local Government etc. (Scotland) Act 1994, qui lui a donné une tribune de contrôle gouvernemental local sous le conseil municipal de Dundee. Dundee a deux devises : Dei Donum (« don de Dieu » en latin) et Prudentia et Candore (« Par la prévoyance et la sincérité ») ; cette dernière est aujourd’hui la plus utilisée. Dundee est représentée à la Chambre des communes et au Parlement écossais. Au niveau des élections au Parlement européen, Dundee est inscrite dans la Circonscription écossaise.

### Gouvernement local
Dundee est l'une des trente-deux subdivisions de l'Écosse, représentée par le conseil municipal de Dundee, une autorité locale composée de vingt-neuf élus. Autrefois, la ville était une cité-comté, puis elle fut un district de la région de Tayside. Les réunions du Conseil se déroulent dans la Chambre municipale, ouverte en 1933, située au « City Square ». Le directeur et président du Conseil, le Lord Provost, est une fonction similaire à celle du maire dans d’autres villes. La liste complète est retranscrite d'après les archives de Dundee ; avant 1482, le Lord Provost n'était parfois pas mentionné et les archives donnent donc le nom du principal conseiller municipal, nommé baillie en Écosse. Depuis 2003, le Lord Provost est John Letford, natif d'Aberdeen qui vint s'installer à Dundee en 1943. Le Conseil exécutif est établi dans la Tayside House, sur les rives du fleuve Tay, mais le Conseil a récemment annoncé des plans pour le démolir et de s’installer dans de nouveaux locaux, à Dundee House, sur North Lindsay Street.
De 2003 à 2007, le Conseil était composé d'une coalition de partis, aucun n'ayant la majorité absolue : douze élus travaillistes et démocrates libéraux, soutenus par les cinq élus du parti conservateur, le parti national écossais restant majoritaire avec onze élus.
L'élection du 3 mai 2007 n'a pas donné de majorité absolue : 13 Scottish National Party, 10 travaillistes, 3 conservateurs, 2 libéraux démocrates et un indépendant.
Alors qu'auparavant les conseillers étaient élus par scrutin majoritaire à un tour avec un seul représentant par quartier, une réforme a été établie pour l’élection de 2007 en raison du Local Government etc. (Scotland) Act 1994. Huit nouvelles circonscriptions à représentants multiples ont été introduites, chacune pouvant élire trois ou quatre conseillers par vote unique transférable (système de Hare) afin d’obtenir un scrutin proportionnel plurinominal.

### Westminster et Holyrood

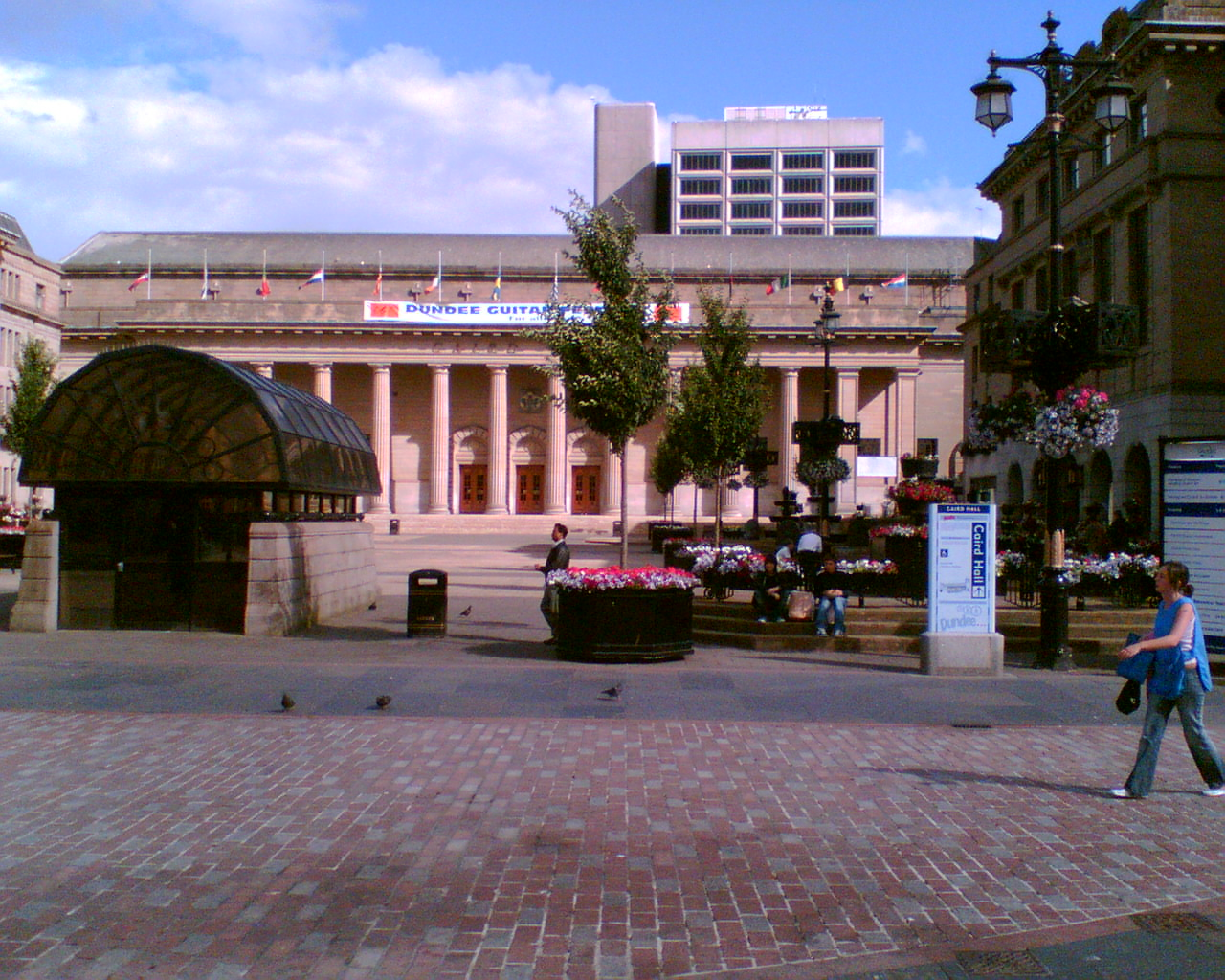
Dundee City Square. Le bâtiment en arrière-plan est le Caird Hall. À droite apparaît Dundee City Chambers, où se réunit le conseil municipal

Pour les élections à la Chambre des communes, au Palais de Westminster, la ville et des portions de la zone du Conseil d’Angus sont divisées en deux circonscriptions. Les circonscriptions de Dundee East et Dundee West sont représentées respectivement par Stewart Hosie (Scottish National Party (SNP)), également chef du groupe de son parti à l'assemblée, et James McGovern (parti travailliste).
Pour les élections au Parlement écossais, à Holyrood, la ville est divisée en trois circonscriptions. Celles de Dundee East et de Dundee West sont entièrement dans la ville, tandis que celle d’Angus inclut des portions du nord-est et du nord-ouest de la ville. Les trois circonscriptions font partie de la région électorale de l’Écosse du Nord-est. Shona Robinson (parti national écossais) est membre du Parlement écossais pour Dundee East, Dundee West est représentée par Joe FitzPatrick (SNP) tandis que Andrew Welsh (SNP) représente la circonscription d’Angus.

### Jumelages
La ville de Dundee est jumelée avec :
- Orléans (France) depuis 1946 ;
- Wurtzbourg (Allemagne) depuis 1959 ;
- Zadar (Croatie) depuis 1959 ;
- Alexandria (États-Unis) depuis 1974 ;
- Naplouse (Palestine) depuis 1980 ;
- Dubaï (Émirats arabes unis) depuis 2004.

En outre, le Diocèse épiscopal de Brechin (établi à la cathédrale St Paul à Dundee) est jumelé avec le Diocèse de Iowa aux États-Unis et le diocèse de Swaziland.

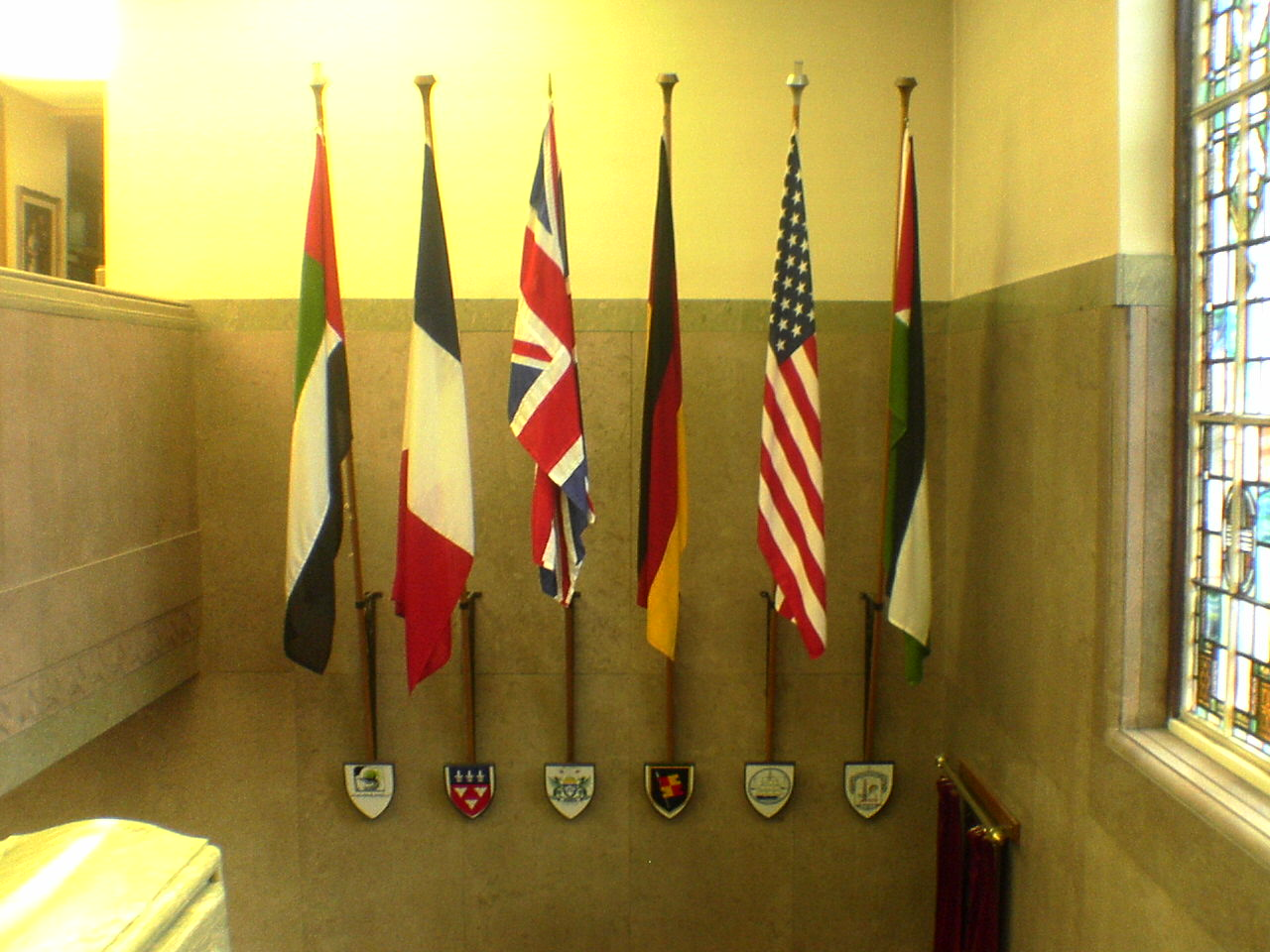
Drapeaux et blasons des villes jumelées avec Dundee.
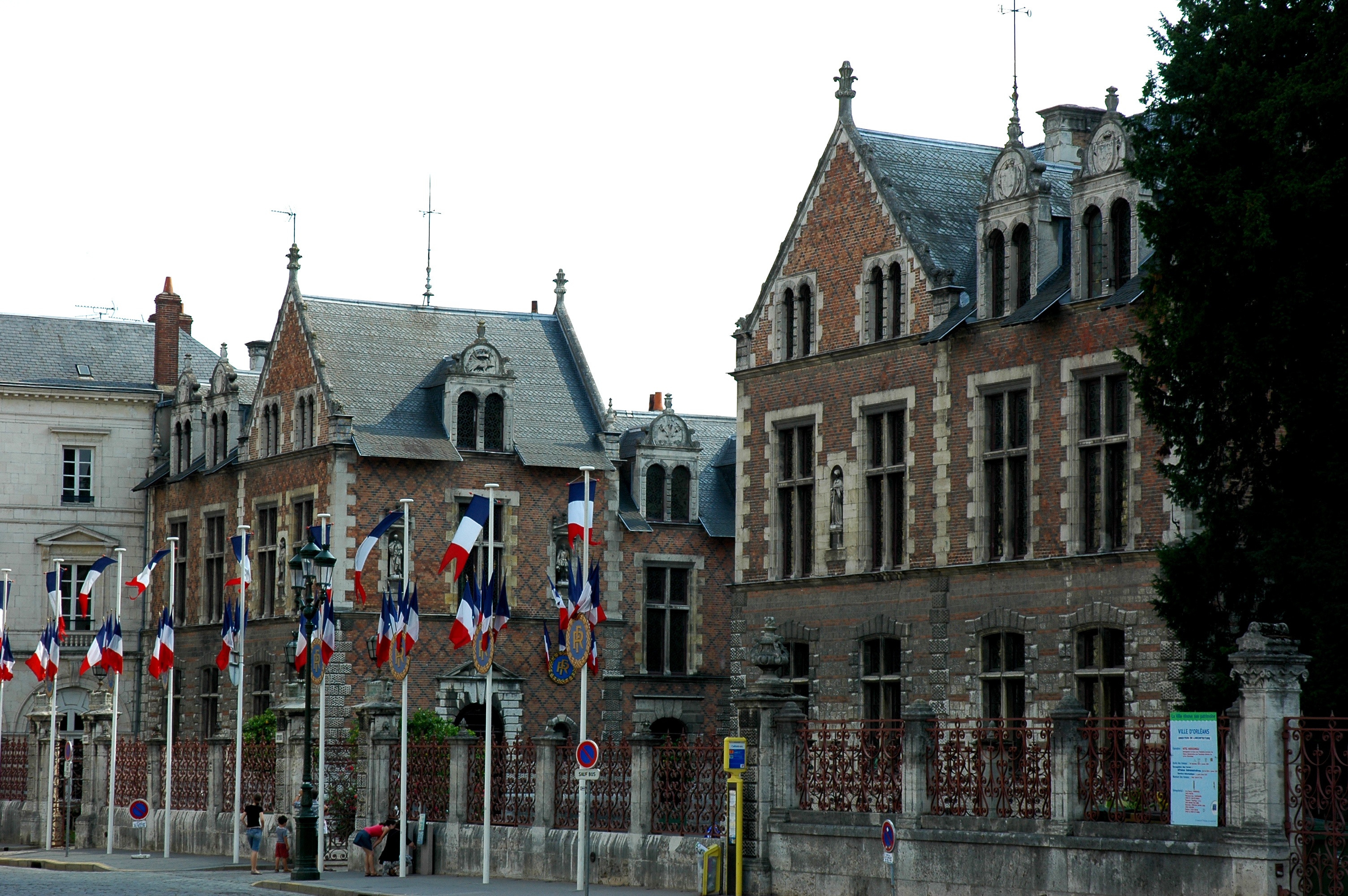
Orléans (France).
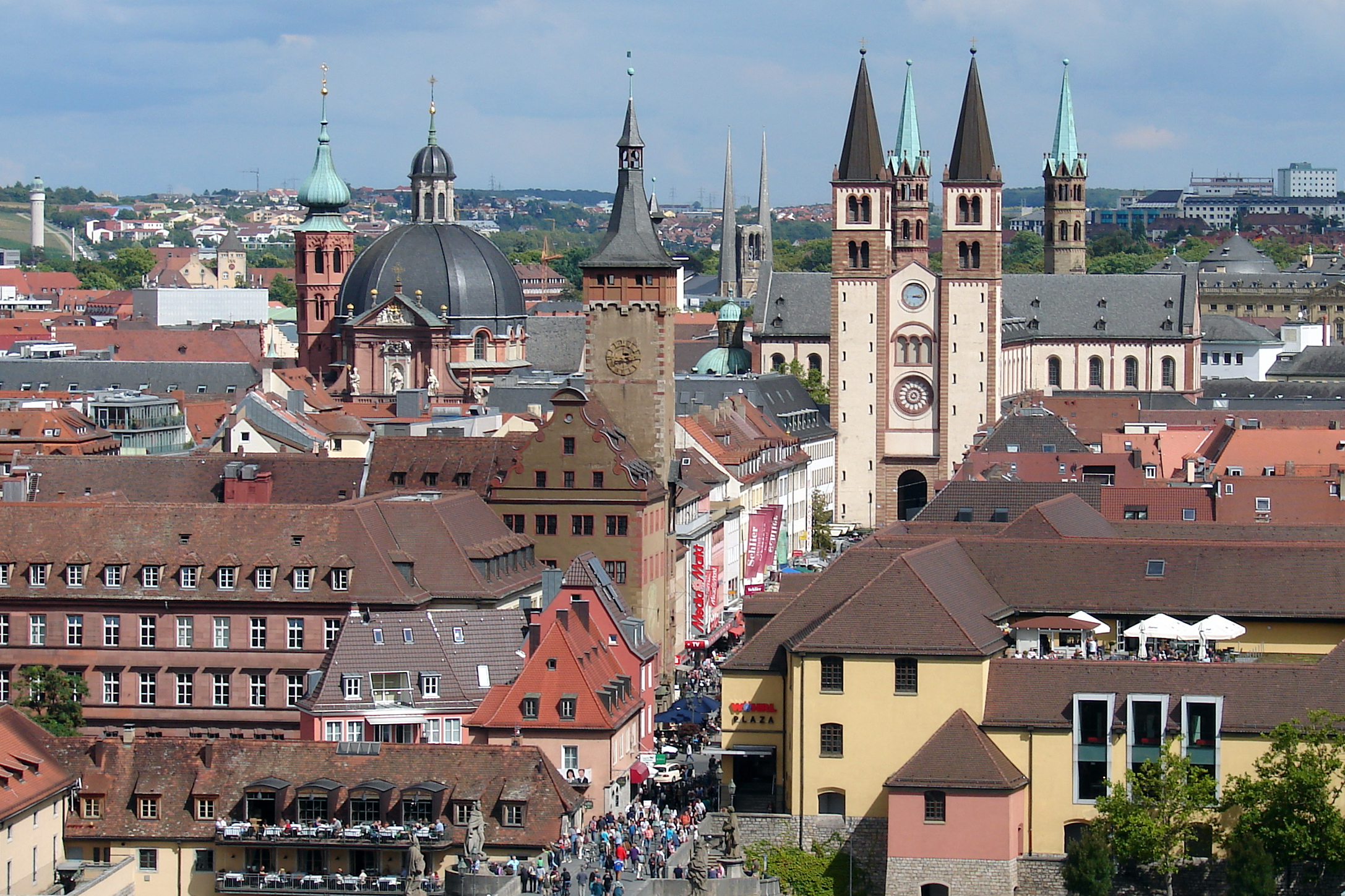
Wurtzbourg (Allemagne).
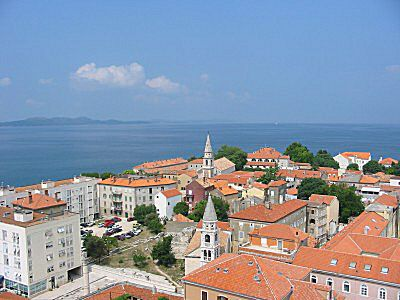
Zadar (Croatie).
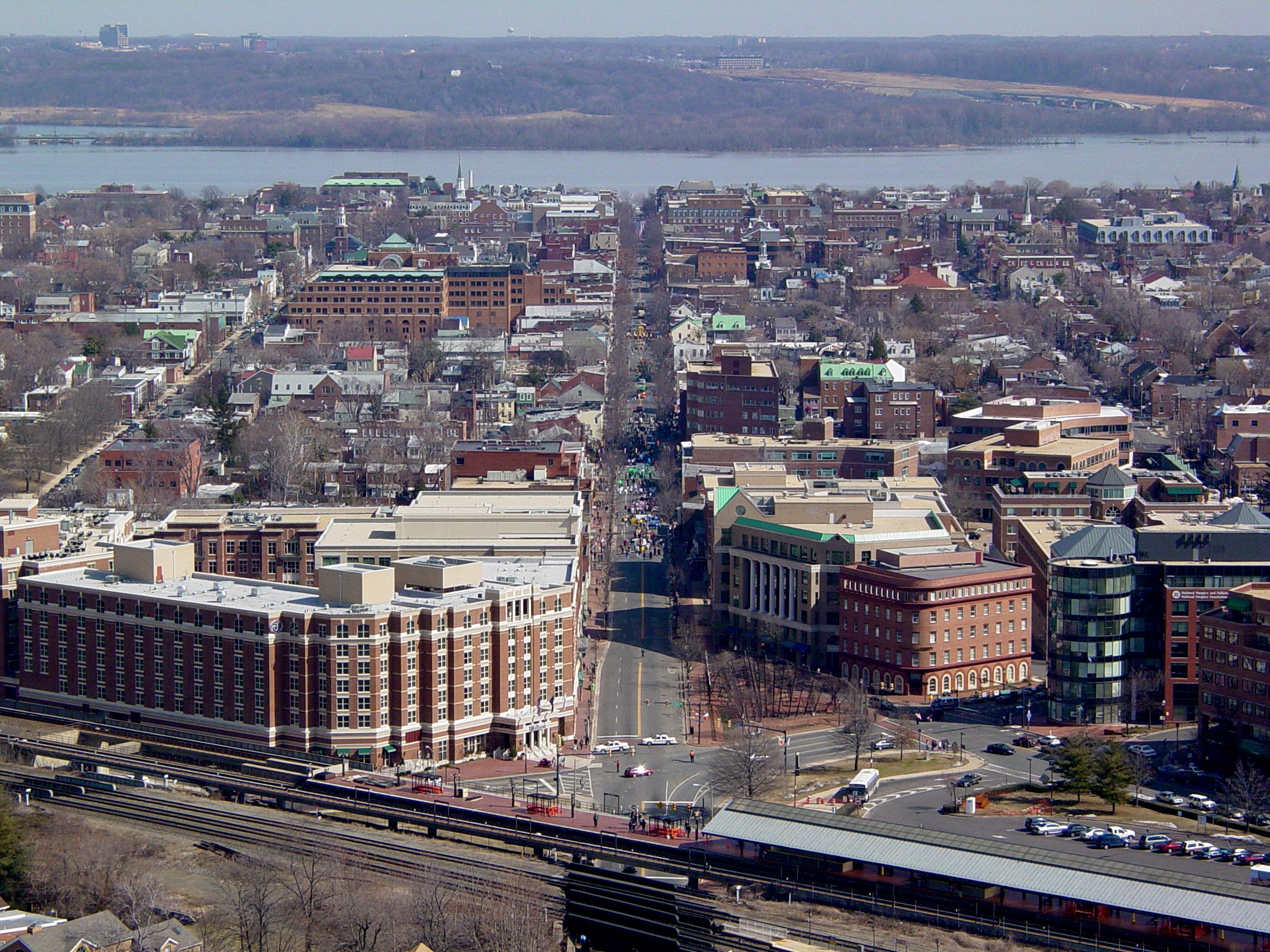
Alexandria (États-Unis).
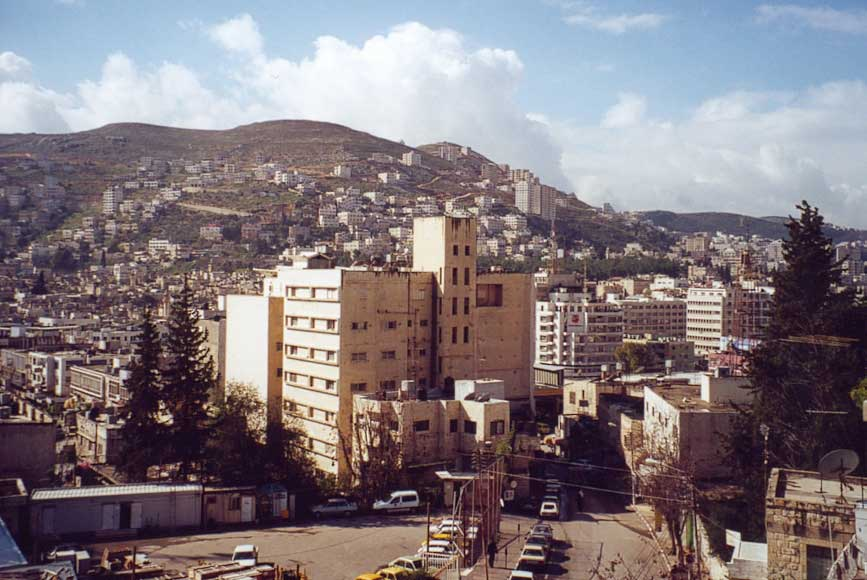
Naplouse (Cisjordanie).
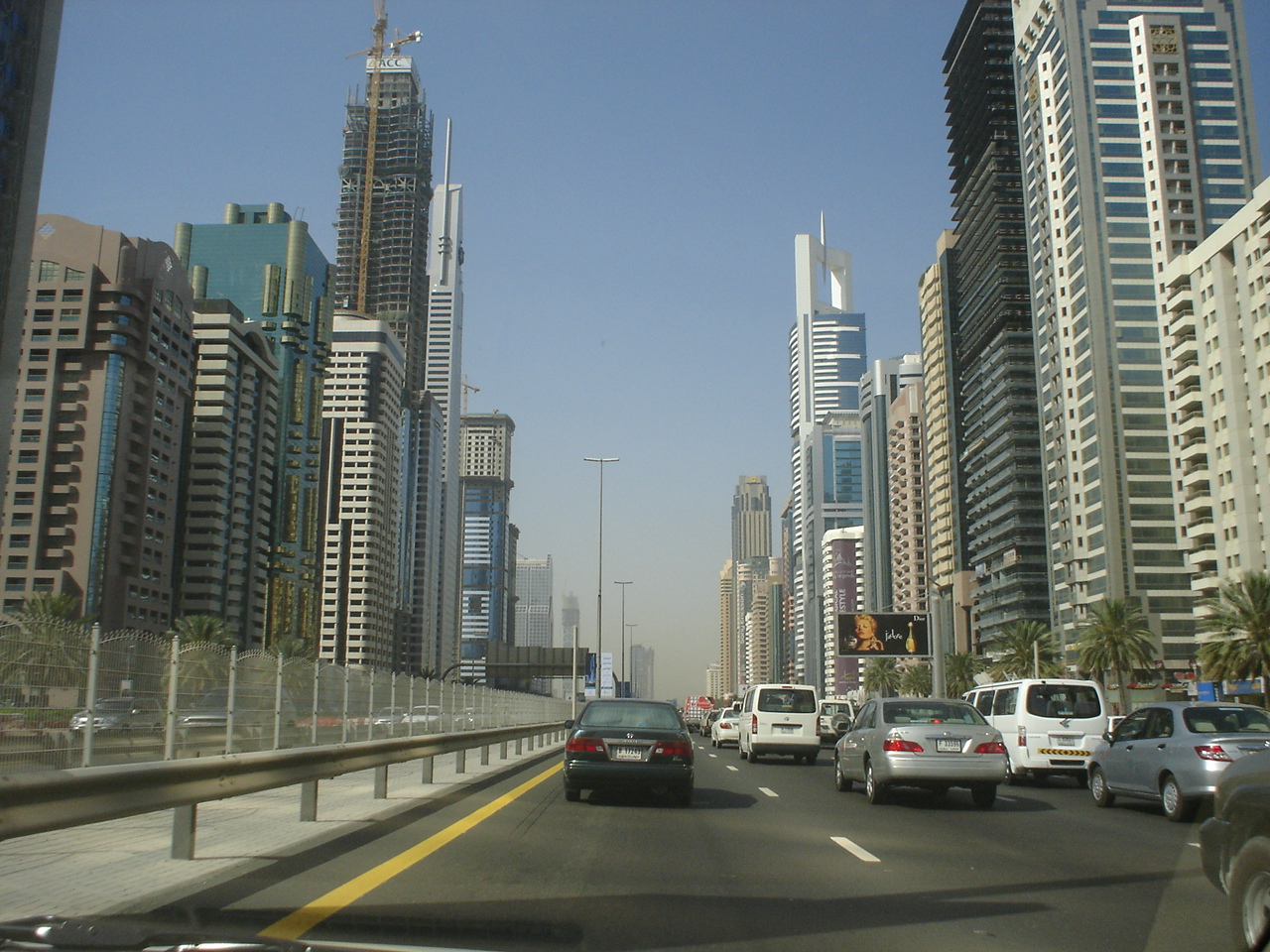
Dubaî (Émirats arabes unis).

### Politique environnementale
Dans ses statistiques du 4 juillet 2007, l’Agence Écossaise pour la Protection de l’Environnement (Scottish Environment Protection Agency, SEPA) faisait état d’un taux de 30,5 % de recyclage des déchets à Dundee, supérieur aux taux ciblés. Ceci place Dundee en huitième position, les meilleures municipalités recyclant entre 30 et 35 %, et jusqu’à 41,3 % pour le Clackmannanshire. Le conseil municipal a également lancé un plan pour doter 7200 propriétés de conteneurs pour le recyclage, pour un coût de 1,3 million de livres.
Enfin, la motion EDM178 (Early Day Motion), en faveur d’une réduction annuelle de 3 % des émissions, a reçu la signature de 33 des 59 députés pour l’Écosse dont Stewart Hosie (Dundee Est) et Jim McGovern (Dundee Ouest).

## Population et société

### Démographie
Les Dundonians

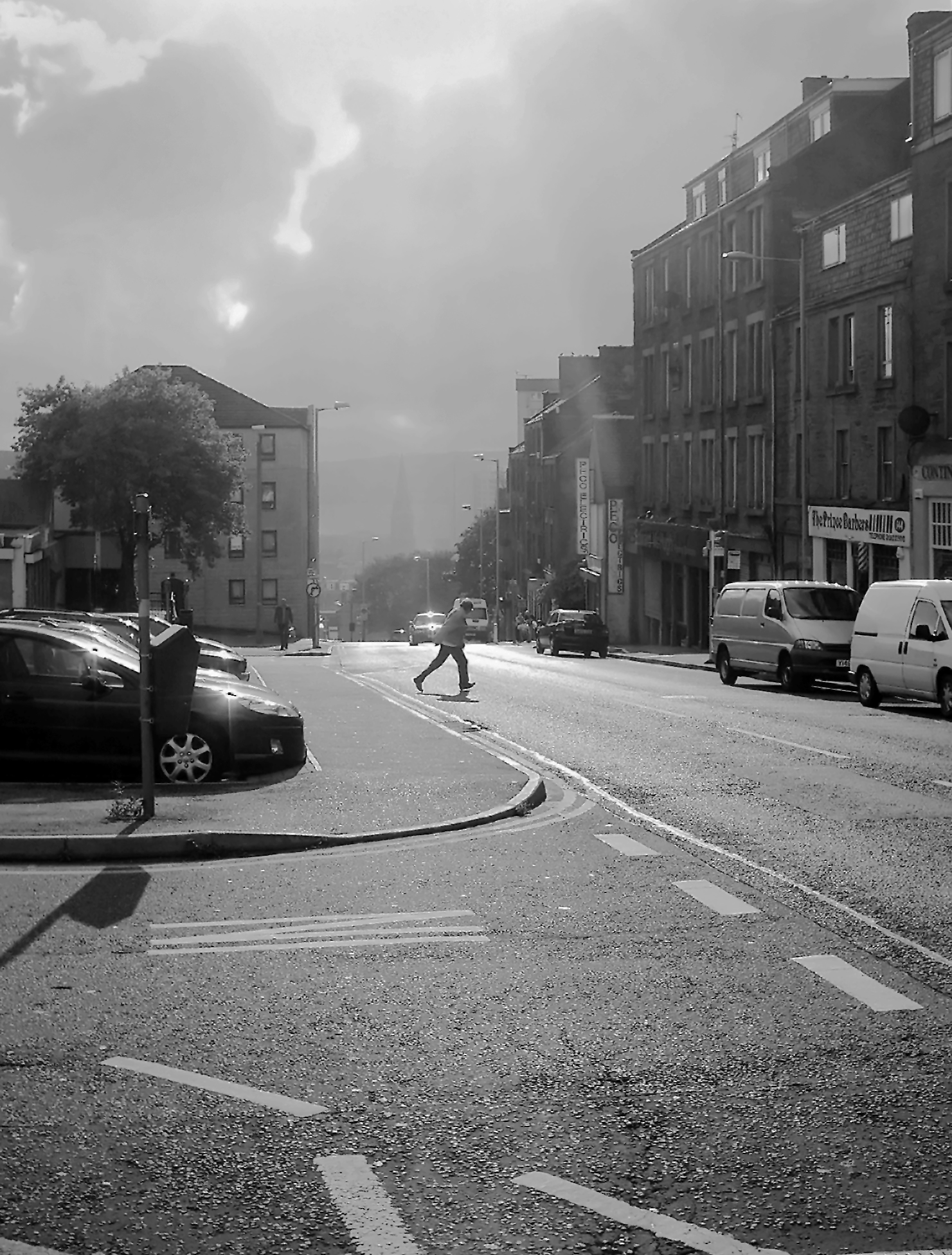
Hilltown, un quartier de Dundee

Le gentilé des habitants de Dundee en anglais est Dundonians. Les natifs ont un accent spécifique qui se caractérise principalement par la substitution de la diphtongue /ai/ par la monophtongue /e/. Cet accent aux consonances germaniques tient son origine des relations commerciales intenses entre Dundee et l'Allemagne au cours du XIXe siècle.
Une proportion importante des habitants a des revenus faibles ou bénéficie de l'aide sociale. Plus de la moitié des circonscriptions municipales figure parmi les plus défavorisées d'Écosse. Moins de la moitié des logements de Dundee est occupée par des propriétaires, une petite majorité étant possédée par les équivalents des offices d'HLM, sans que cela soit aussi important qu'à Glasgow. L'espérance de vie y est plus importante qu'à Glasgow, mais le quartier de Whitfield a toutefois le taux le plus élevé de pauvreté infantile du Royaume-Uni avec 96 % des enfants vivant dans des conditions précaires. Dundee possède par ailleurs le taux d'avortements le plus élevé d'Écosse (24,2 pour 1 000 en 2004) ainsi que le taux le plus élevé de grossesses d'adolescentes d'Europe occidentale en 2003 - 2004 (1 pour 16, la moyenne au Royaume-Uni étant de 1 pour 23),.
Évolution démographique

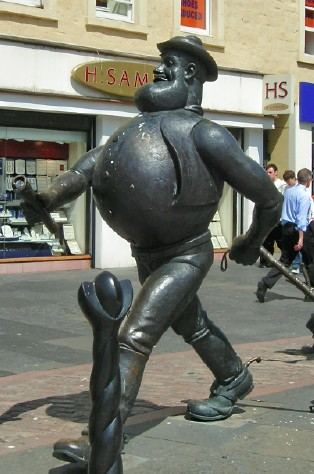
Statue du héros de BD Desperate Dan.

Comme les autres villes britanniques, la population de Dundee a augmenté de façon significative lors de l’urbanisation due à la révolution industrielle. L’afflux le plus significatif a lieu vers le milieu du XIXe siècle, avec l’arrivée d’ouvriers irlandais fuyant la Grande Famine et attirés par l’industrialisation. Dundee a également attiré des immigrants italiens, fuyant la pauvreté et la famine, et polonais, fuyant eux les pogroms, au cours des XIXe et XXe siècle, bien qu’elle n’ait pas vécu l’immigration post-Seconde Guerre mondiale de façon aussi intense que les autres villes britanniques. Dundee possède néanmoins une importante population de minorités ethniques, dont la troisième plus importante population asiatique après Glasgow et Édimbourg. Dundee a attiré un nombre plus élevé que prévu d'Européens de l'est, et on en prévoit encore 2 000 à la suite de l'immigration bulgare.
Le déclin du secteur industriel a entraîné une baisse de la population depuis le début des années 1970. Entre 1991 et 2001, la population a baissé de 7,3 %, et on prévoit une chute d’encore 14,3 % (soit 20 674 habitants) entre 2005 et 2011. Les projections de population établies en 2002 prévoient que le déclin continuera avec une estimation de 123 506 habitants en 2018.

Changements récents de la population à Dundee
Pyramide des âges (2003)
| Hommes | Classe d’âge | Femmes |
| ------ | ------------ | ------ |
| 10 366 | 65+          | 15 432 |
| 16 419 | 45-64 ans    | 17 152 |
| 17 741 | 25-44 ans    | 19 866 |
| 10 559 | 16-24 ans    | 10 852 |
| 9 088  | 5-15 ans     | 8 645  |
| 3 551  | 0-4 ans      | 3 419  |

| Année d'estimation | Foyer avec 2 adultes ou plus, sans enfant | Foyer avec 2 adultes ou plus, avec enfant(s) | Foyer avec 1 adulte, sans enfant(s) | Foyer avec 1 adulte, avec enfant(s) |
| 2002               | 36,5 %                                    | 17,0 %                                       | 8,3 %                               | 38,2 %                              |
| 2006               | 36,3 %                                    | 15,5 %                                       | 8,4 %                               | 39,8 %                              |
| 2011               | 36,2 %                                    | 13,7 %                                       | 8,4 %                               | 41,7 %                              |
| 2016               | 36,0 %                                    | 12,2 %                                       | 8,4 %                               | 43,4 %                              |

Les étudiants, nombreux à Dundee, représentent 14 % de la population ; il s'agit du taux le plus élevé parmi les quatre plus grandes villes d'Écosse. Le taux de mortalité excède le taux de natalité depuis 1993, avec une chute de 19 % des naissances entre 1993 et 2003. À ceci s’ajoute une émigration annuelle d’environ 1 000 personnes entre 1998 et 2002.

### Éducation

#### Écoles primaires
Dundee compte plus de 20 300 élèves inscrits dans quarante-et-une écoles primaires (dont douze catholiques) et dix écoles d’enseignement secondaire (dont trois catholiques). Dundee compte également une école pour jeunes filles musulmanes, seule de son genre en Écosse. Le niveau des écoles primaires montre une amélioration continue depuis 2001, la plupart des établissements se montrant au niveau de la moyenne nationale de taux d’amélioration, ou la dépassant.

#### Enseignement secondaire

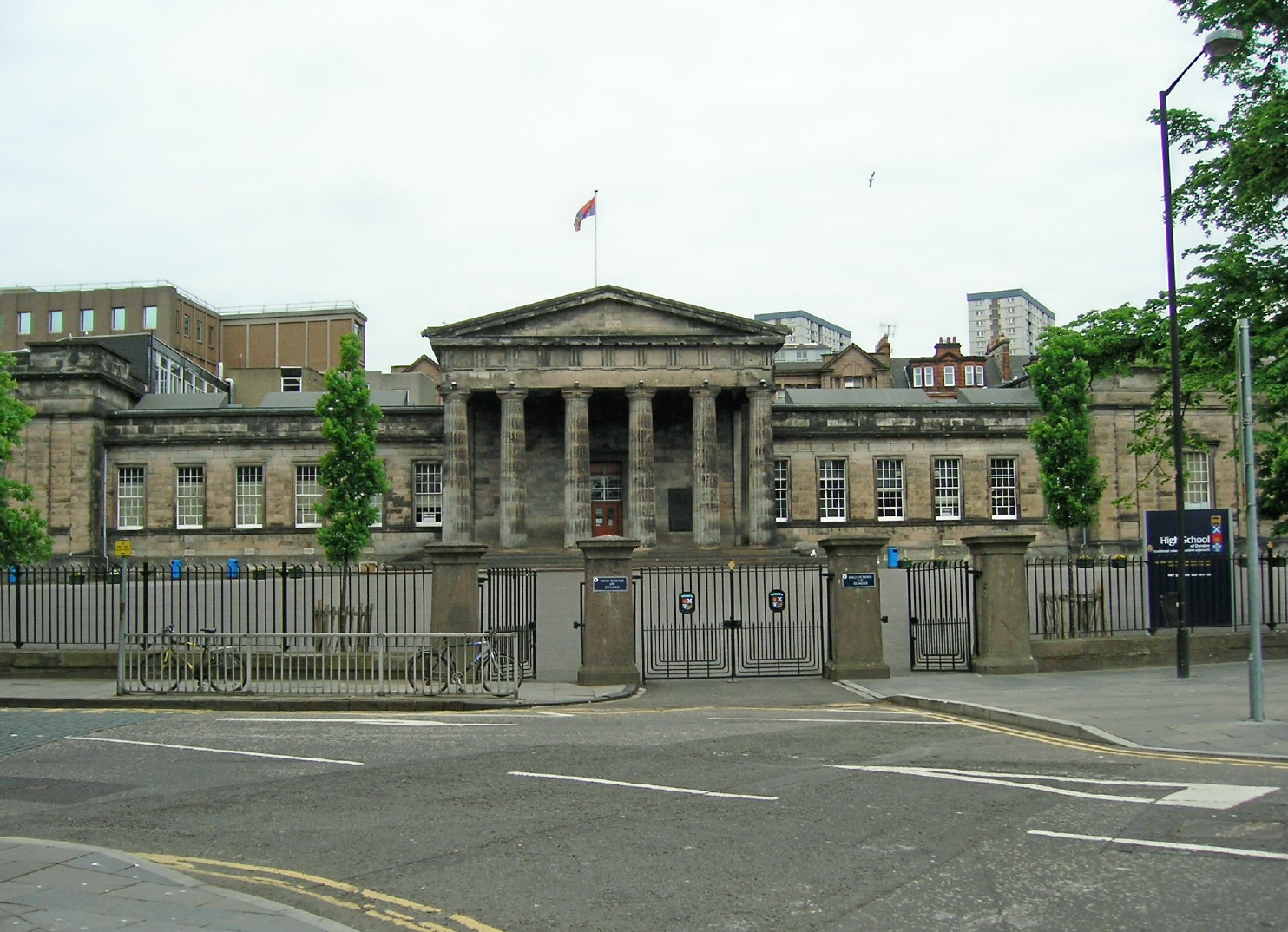
Dundee High School

L’efficacité de l’éducation dans les établissements d’enseignement secondaire est bien en dessous de la moyenne nationale entre 1997 et 1999, bien que les statistiques ultérieures montrent une nette amélioration. Entre 2003 et 2005, 85 % des élèves avaient eu un Standard Grade (en) (examen écossais passé entre la trois et quatrième année d’école secondaire) de niveau 5 et 6 en anglais ou en mathématiques, et 12 % avaient eu cinq Higher (équivalent écossais du baccalauréat, passé à la fin de la cinquième année d’école secondaire) avec une note comprise entre A et C. Pour l’année scolaire 2005/2006, la moyenne des diplômés décidant de tenter des études dans l’enseignement supérieur était de 56 %, par rapport à une moyenne nationale de 52 %. Ceci constitue une progression par rapport à la période 1997-1999 où le taux avait baissé bien en dessous de la moyenne nationale. Le taux d'absentéisme des écoles de Dundee, qui dépassait la moyenne nationale de 0,8 %, a diminué de 0,2 % par rapport aux années précédentes.
Dundee possède une Grammar School privée (école secondaire recevant une aide de l’état, généralement réputée pour dispenser un enseignement de qualité), la High School of Dundee, fondée au XIIIe siècle par les abbés et moines de l'abbaye du village de Lindores (en). On compte parmi ses premiers élèves, William Wallace, Hector Boece, et James, John et Robert Wedderburn, les auteurs de The Gude and Godlie Ballatis, l'une des plus importantes œuvres littéraires de la réforme écossaise. Convertie à la nouvelle religion dès 1554, il s’agit de la plus ancienne école réformée d’Écosse.
Les plus éminentes écoles secondaires publiques sont la Harris Academy et la Morgan Academy. La première est fondée en 1885 et est la plus grande école de la ville. Parmi ses anciens élèves figurent le député George Galloway, le footballeur Christian Dailly et l’ancien vice-président du club de foot des Rangers FC, Donald Findlay. Quant à la Morgan Academy, elle est fondée en 1888, lorsque la Dundee Burgh School Board achète l’hôpital Morgan pour en faire une école. L’école et l’ancien hôpital doivent leur nom à John Morgan, qui avait dépensé une bonne partie de sa fortune pour fonder une institution locale.
Le lycée St John a été réaménagé entre 2004 et 2006, et le nouvel établissement de 12,5 millions GPB est aujourd’hui l'une des écoles les plus modernes de la Grande-Bretagne.

#### Universités et enseignement supérieur

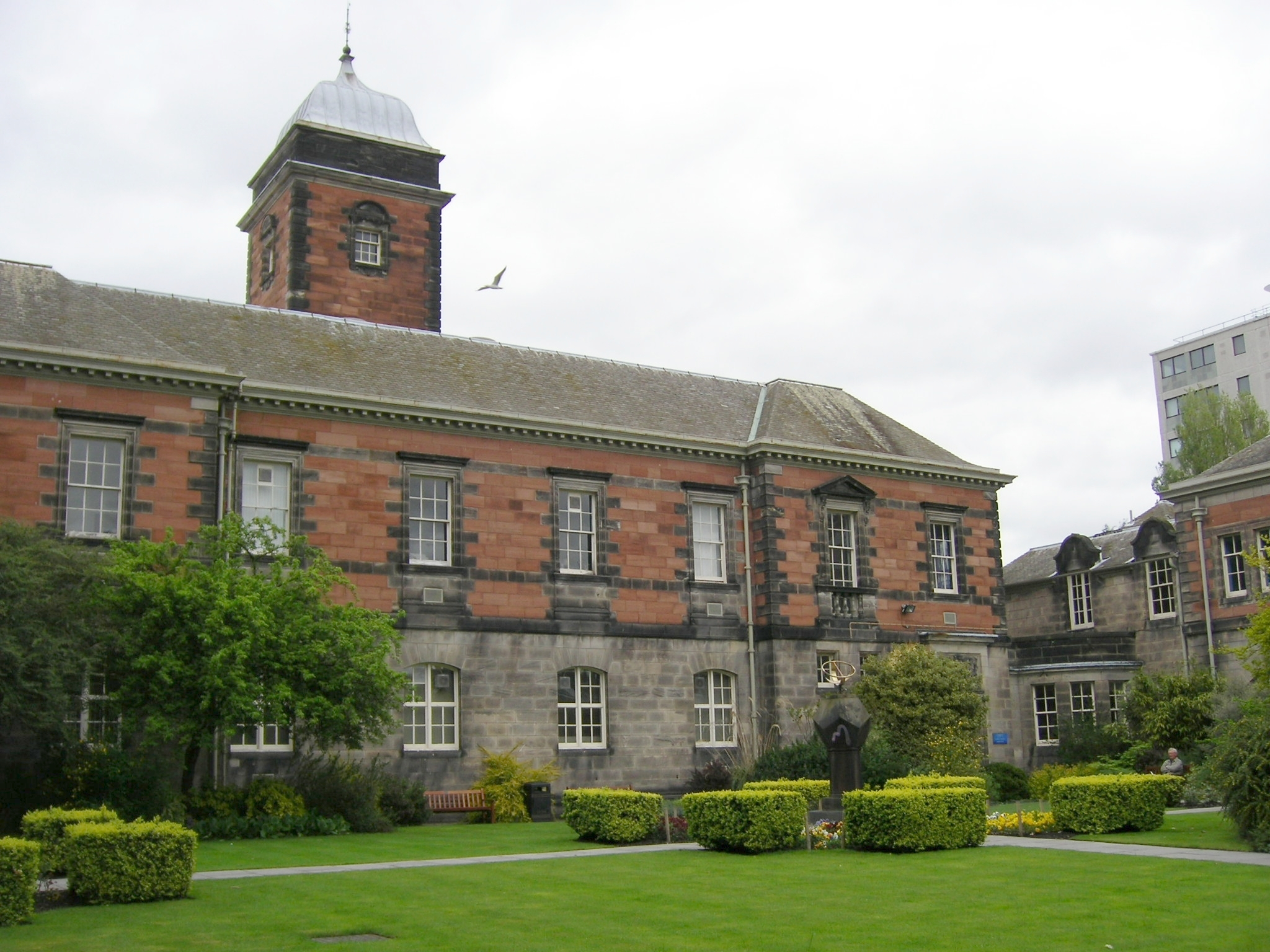
L'Université de Dundee

Dundee possède deux universités, et 17 000 étudiants. L’Université de Dundee est fondée en 1967, après avoir passé 70 ans en tant que college (établissement d’enseignement supérieur) de l’Université de St Andrews. Des recherches importantes dans le domaine biomédical et en oncologie sont menées au College of Life Sciences. L’université incorpore également la Duncan of Jordanstone College of Art and Design. En octobre 2005, l’université devient le premier centre de l’UNESCO du Royaume-Uni. Ce dernier sera impliqué dans des recherches concernant la gestion des ressources en eau du monde, pour le compte de l'ONU.
L’université d'Abertay Dundee, quant à elle, est une nouvelle université, fondée en 1994 sous une législation octroyant le statut d’université au Dundee Institute of Technology, établie en 1888. Cette université possède un département de technologie et de design de jeux vidéo qui tient chaque année une compétition de programmation de jeu vidéo baptisée Dare to Be Digital (« Osons être numériques »). Elle incorpore également la Dundee Business School. En mai 2002, l’université d'Abertay Dundee était classée par le Financial Times première du Royaume-Uni pour ses investissements dans les équipements en technologies de l'information et de la communication,. Selon les classements des universités du Times, l’université de Dundee et l’Université d'Abertay Dundee sont respectivement 44e et 57e sur une liste de 109 universités britanniques. L’université de Dundee était classée troisième pour l’assistance sociale, septième pour l’architecture, et huitième pour les sciences biologiques.
Le Dundee College est le seul établissement d’enseignement scolaire post-secondaire (further education) ; fondé en 1985, il est consacré à l’enseignement supérieur et à la formation professionnelle. L'établissement se distingue par son centre des nouveaux médias et par la Scottish School of Contemporary Dance. En 2005, une inspection de l’inspectorat royal de Sa Majesté donne la note « très bien » à l’enseignement et l’apprentissage du college dans six des sept matières qui y sont enseignées.

### Santé

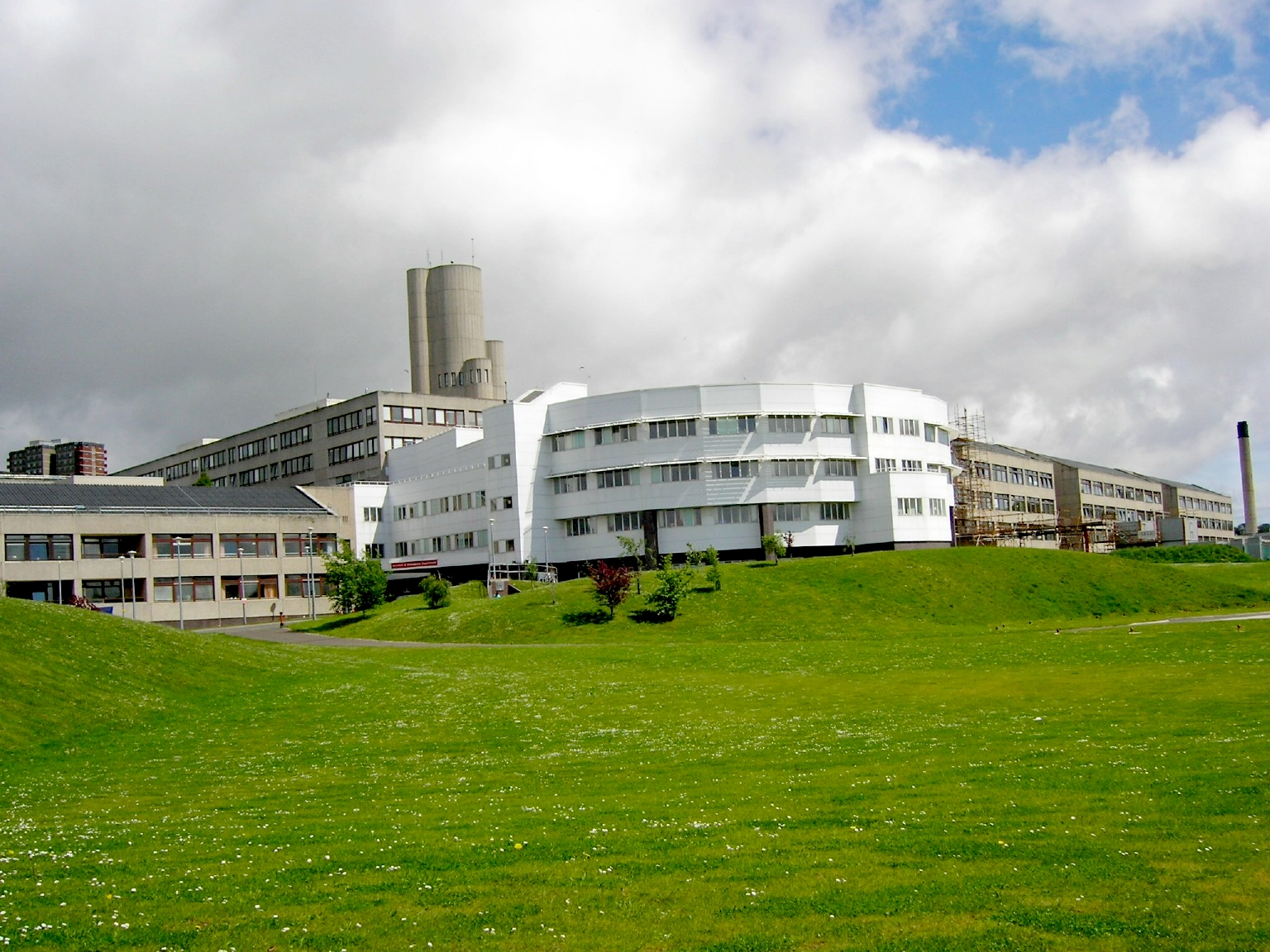
Ninewells Hospital.

Le principal hôpital de Dundee est le Ninewells Hospital, l'un des plus grands et plus modernes centres hospitaliers universitaires d'Europe. En projet dès 1960, la construction a débuté en 1964 et a duré six ans, pour un coût estimé de 9 millions de livres sterling - mais en définitive 25 millions de livres sterling. Bâti à flanc de colline, l'hôpital s'est vu doter par ses architectes, le cabinet Robert Matthew Johnson-Marshall, d'un design influencé par celui des grands aéroports. L'établissement a ouvert ses portes en 1974, bien que les travaux ne se soient véritablement terminés que l'année suivante, et fut inauguré par la reine-mère le 23 octobre 1974. Lors de la cérémonie, celle-ci a affirmé que « rien de ce que la science peut offrir, ni l'argent acheter, ne manquera au traitement des patients ». Le service des urgences traite chaque année 55 000 admissions, et l'hôpital accueille les étudiants en médecine et en soins infirmiers de l'Université de Dundee. Il s'agit du deuxième établissement hospitalier de Grande-Bretagne conçu dès le départ pour l'accueil et la formation des étudiants.
Les autres établissements hospitaliers de la ville comptent trois hôpitaux publics (King's Cross, Victoria et Ashludie) ainsi qu'une clinique privée, Fernbrae.
Dundee est à l'origine d'une initiative originale, consistant à verser 12,5 livres par semaine pendant trois mois à certains habitants pour qu'ils arrêtent de fumer. Ils devront se rendre chaque semaine chez le pharmacien afin de vérifier qu'ils ne fument pas de nouveau. Le projet est subventionné à hauteur de 500 000 livres par le National Health Service, système de santé publique du Royaume-Uni.

### Sports

#### Football

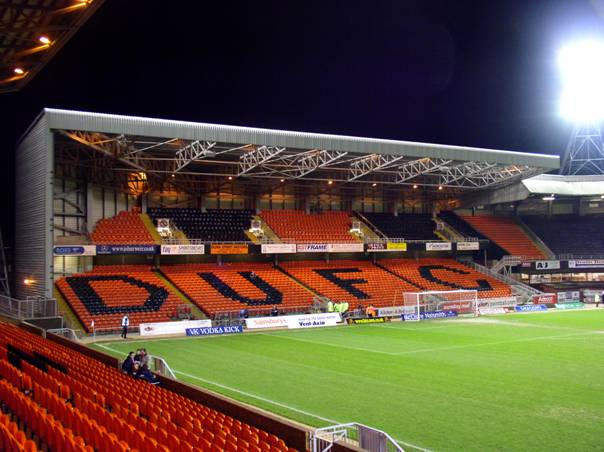
Tannadice Park, un des deux stades les plus proches des îles Britanniques, avec Dens Park.

##### Équipes
Dundee abrite deux clubs professionnels de football : Dundee Football Club et Dundee United Football Club dont les stades respectifs sont Dens Park et Tannadice Park. Ces stades ont la particularité d'être situés à à peine 183 mètres l'un de l'autre ce qui en fait les stades les plus proches de Grande-Bretagne.
Dundee est une des quatre seules villes de Grande-Bretagne à avoir produit deux demi-finalistes pour la Ligue des champions de l'UEFA, les autres étant Glasgow, Manchester et Londres. Dundee et les villes aux alentours abritent des équipes de football junior. En mai 2005, deux équipes locales, la Tayport et la Lochee United, se sont qualifiées pour la finale de la Scottish Junior Cup qui fut gagnée par Tayport. La ville compte six équipes junior : Dundee North End, East Craigie, Lochee Harp, Lochee United, Dundee Violet et Downfield. En mai 2005, deux autres équipes locales, Tayport et Lochee United, se sont qualifiées pour la finale de la Scottish Junior Cup à Tannadice Park ; et c'est Tayport qui a remporté la coupe.
Un ancien club de la ville, le Dundee Wanderers, a aussi joué à haut niveau, avant de disparaître en 1913.

##### Formations et palmarès
- Le Dundee FC a été formé en juin 1893 en réunissant deux équipes de la ville : Our Boys et East End. Il remporta la Coupe de la Ligue en 1952, 1953, 1974, et la Coupe d'Écosse en 1910[58]. Le club est relégué en première division lors de la saison 2004-2005, laissant Dundee United seule équipe du Championnat d'Écosse de football de la ville.
- Le club de Dundee United a été fondé en 1909 par la communauté irlandaise de la ville. Les joueurs s'appelaient à l'origine les Dundee Hibernian (abrégé hibs). Ils remportèrent la Coupe de la Ligue en 1980 et 1981, et la Coupe d'Écosse en 1994[59].
- Le club de Dundee Wanderers a été fondé en 1885 d'une scission au sein du Dundee Our Boys. Ils effectuèrent une saison en Scottish Football League en 1894-95 et ont disparu en 1913.
- L'équipe junior de East Craigie, fondée en 1880, est basée au stade de Craigie Park[60].
- L'équipe junior des North End, fondée en 1895, est basée au stade de North End Park. Ils sont surnommés The Dokens.
- L'équipe junior de Lochee Harp, fondée en 1904 parmi la communauté irlandaise du quartier de Lochee, est basée au stade de Beechwood Park.
- L'équipe junior de Lochee United fut établie en 1892. Elle obtint le stade de Thomson Park en 1959, et connut quelques succès entre 1977 et 1987. Le club fut rétrogradé de division en 1993 puis rétabli par la suite[61].
- L'équipe junior de Dundee Violet, fondée en 1883, est basée au stade de Glenesk Park. Ils sont surnommés The Pansies.
- L'équipe junior de Downfield, est basée à Downfield Park, le nom venant d'un quartier de Dundee. Ils sont surnommés The Spiders.

#### Autres sports
Dundee abrite le club de hockey sur glace des Dundee Texol Stars, qui joue à la Dundee Ice Arena. Nouveau club lancé en 2001, les Dundee Texol Stars ont remporté la saison 2001-2002. Il joue dans la Scottish National League (SNL), ainsi qu'à la Northern League (NL). Le Menzieshill Hockey Club est l'un des plus importants clubs de hockey sur gazon d'Écosse et représente régulièrement celle-ci dans les compétitions européennes. Quant au rugby à XV, Dundee HSFP évolue en Scottish Hydro Electric League Championship, première division écossaise.
Enfin, pour les autres sports représentés à Dundee, on peut citer quelques clubs : Dundee Arnhall Swimming Club, City of Dundee Swimming Club, Menzieshill Madsons Basketball Club, Dundee Sharks Basketbal Club, DPA Powerlifting Club, Dundee Boccia Club, Craigmuir Tennis Club, Dundee Wildcats Taekwon Do Club.

### Radio et télévision
Dundee abrite l'une des onze antennes régionales de BBC Scotland, à proximité du Nethergate Centre. Les studios régionaux de la chaîne STV sont eux aussi situés à Dundee, et c'est de là que le journal télévisé et les émissions de nouvelles North Tonight sont diffusées.
Entre 2001 et 2002, la ville a par ailleurs diffusé sa proche chaîne, Channel Six Dundee, d'intérêt local, qui diffusait des clips et des classiques du dessin animé.
Trois stations de radio émettent à Dundee : Tay FM, Tay AM, et Wave 102.

### Religion

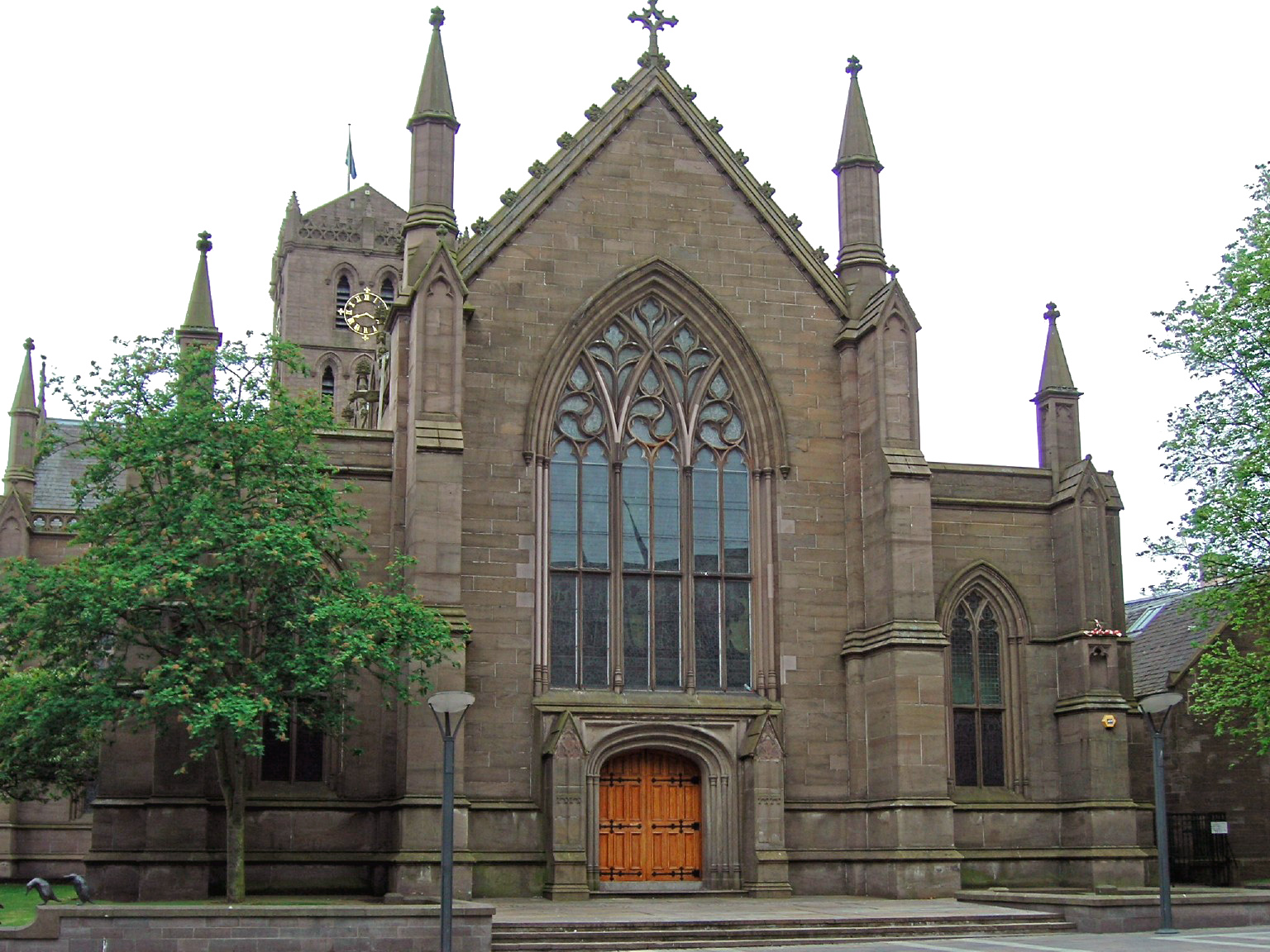
L'église paroissiale Sainte-Mary, l'une des deux City Churches de la ville

Parmi les églises de Dundee, la Dundee Parish Church et la Steeple Church sont les bâtiments les plus importants de l'Église d'Écosse à Dundee. Elles se trouvent sur le site de l'église paroissiale médiévale de Ste Mary, dont il ne subsiste que la tour ouest du XVe siècle. Le bâtiment lui-même fut jadis la plus grande église paroissiale de l'Écosse médiévale. Parmi tous les burghs médiévaux, Dundee avait la particularité de posséder deux églises paroissiales. La seconde, consacrée à St Clément, a disparu, mais elle était située approximativement sur l'emplacement actuel du « City Square ». Il y avait aussi au Moyen Âge des maisons des Dominicains et des Franciscains, ainsi qu'un grand nombre d'hospices et de chapelles. Ces établissements furent mis à sac pendant la Réforme écossaise en 1559, et ont été réduits à l'état de traces. Deux cathédrales se tiennent dans la ville : St Paul de l’Église épiscopale d’Écosse et St Andrew de l’Église catholique romaine. Le consistoire de Dundee regroupe actuellement quarante-cinq congrégations, bien que beaucoup partagent un même pasteur.
Parmi les personnages ayant marqué l'histoire de la religion à Dundee, on peut citer :
- Robert Murray McCheyne (1813 - 1843), pasteur à St Peter de 1838 jusqu’à sa mort, qui contribua à un regain significatif de la religion à Dundee et fit partie d'une équipe de quatre Écossais envoyés en Palestine pour travailler à la conversion des juifs[64].
- George Wishart (1513 - 1548), martyr protestant. Faisant des prêches itinérants pour dénoncer les « erreurs de la Papauté », son parcours le conduisit entre autres à Dundee. Robert Mill, selon les ordres du cardinal David Beaton, aurait demandé à Wishart de quitter la ville. Celui-ci s'exécuta mais revint à la suite d'une épidémie, et échappa à une tentative de meurtre d'un prêtre. Il aurait été envoyé au bûcher par Beaton le 1er mars 1548[65].

Les musulmans de la ville disposent d'une grande mosquée centrale, construite en 2000, et de plusieurs mosquées secondaires plus petites. L'Institut Al-Maktoum d'études islamiques et arabes a été créé en 2001, et a ouvert officiellement ses portes le 6 mai 2002. La seule école islamique privée pour filles de toute l'Écosse se trouve à Broughty Ferry. On peut trouver des magasins et des restaurants Halal, ainsi que des magasins spécialisés vendant des vêtements et des accessoires asiatiques, à Hilltown et ses environs.
Une communauté juive attestée existe depuis le XIXe siècle. La synagogue orthodoxe actuelle a été bâtie dans les années 1970 à Dudhope Park. Le cimetière juif se trouve 5 km plus à l'est. La ville possède également un temple hindou et un Gurdwârâ Sikh.

## Économie

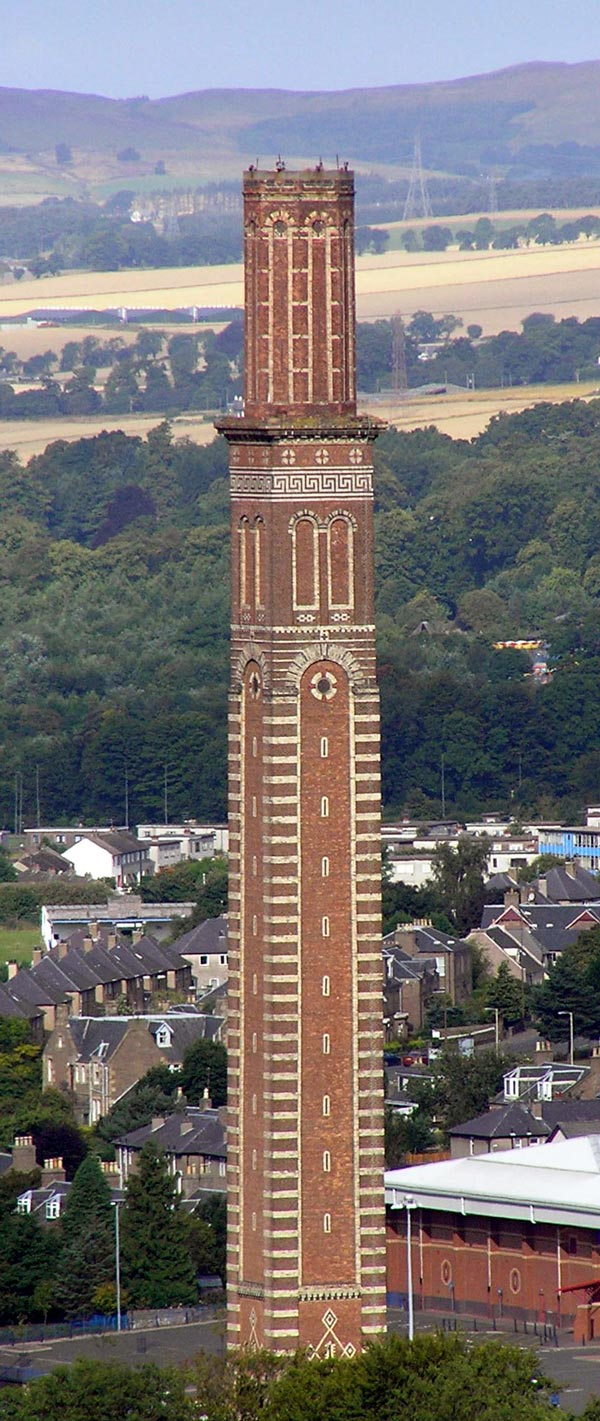
La Cox's Stack, une cheminée de l'ancienne usine de jute de Camperdown. Elle tire son nom du baron du jute James Cox, qui devint par la suite Lord Provost de la ville.

### Un pôle économique
Dundee est un centre régional d’emploi, d’éducation et de vente au détail avec 300 000 personnes à moins de 30 minutes du centre-ville et 700 000 personnes à une heure. De nombreux habitants du nord-est de Fife, d’Angus et de Perth and Kinross font la navette entre leur ville et Dundee. En 2004 – 2005, la proportion des personnes économiquement actives était de 77,4 % et environ 17 % de la population active était constituée d’étudiants à plein temps. Dundee subvient à 90 000 emplois dans 4 000 compagnies. Le nombre d’emplois a augmenté d’environ 10 % depuis 1996. Les investissements récents sont à un niveau jamais atteint ; depuis 1997, Dundee est en effet le théâtre d’investissements dont le total estimé approche un milliard de livres sterling.

### Une précarité paradoxale
Malgré cette croissance économique, le taux de précarité est le second d’Écosse derrière Glasgow. Le salaire hebdomadaire moyen en février 2006 est de 409 livres sterling, soit une augmentation de 33 % depuis 1998, ce qui est comparable à la moyenne en Écosse. Alors que le taux de chômage en 2004 était d’environ 4,3 %, il est passé en 2006 à 3,8 % pour une moyenne en Écosse de 2,6 %, Dundee ayant bien réduit l'écart de 1996, lorsque le chômage était à 8,6 % pour une moyenne écossaise de 6,1 %. En 2000, le nombre de chômeurs est descendu en dessous de la barre des 5 000 pour la première fois depuis plus de vingt-cinq ans. Le prix moyen des maisons à Dundee a plus que doublé depuis 1990, passant d’une moyenne de 42 475 livres sterling à 102 025 livres en 2006. Le total des ventes de maisons y a plus que triplé depuis 1990, passant de 115 915 391 livres à 376 999 716 en 2004. Entre 2001 et 2002, le prix des maisons a augmenté de 15 %, et entre 2002 et 2003 et entre 2005 et 2006, de 16,6 %.

### Histoire économique de la ville

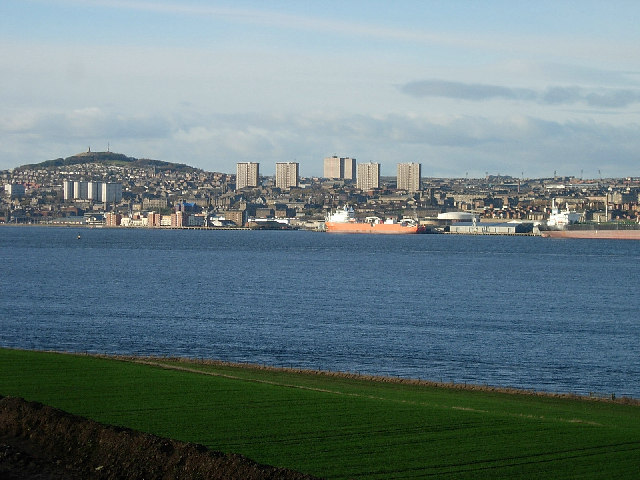
Dundee et la rivière Tay.

La période suivant la Seconde Guerre mondiale voit de grandes transformations dans l’économie de Dundee : alors que le jute emploie encore un cinquième de la population active, l’implantation de nouvelles industries est encouragée. Vers fin 1945, la NCR Corporation choisit Dundee pour établir son siège social au Royaume-Uni, principalement parce qu’elle n’avait pas subi de dommages durant la guerre, bénéficiait d’une bonne connexion aux réseaux de transport et bénéficiait d’une productivité augmentée en raison de l’ensoleillement. La production démarre l’année précédant l’ouverture officielle de l’usine, le 11 juin 1947. Deux semaines après le 10e anniversaire de l’usine, celle-ci produit son 250 000e distributeur de billets. Lors des années 1960, NCR devient le principal employeur de la ville et y dirige plusieurs usines de fabrication de distributeurs de billets. Sont également assemblés à Dundee des lecteurs de bande magnétique pour caisses enregistreuses ou ordinateurs. Astral, une société basée à Dundee produisant des réfrigérateurs et sèche-linge fusionne pour devenir Morphy Richards et s’étend rapidement jusqu’à avoir plus de 1 000 employés. Le 20 avril 1969, la Chambre de commerce britannique (alors encore appelée la Board of Trade) abolit le contrôle du jute, ce qui amorce le déclin de cette industrie à Dundee. La vague de chômage qui s'ensuit est compensée alors en partie par l’ouverture d’une usine de fabrication de pneumatiques du groupe français Michelin.
Lors des années 1980, le paysage industriel change de façon significative avec la perte de près de 10 000 emplois dans la fabrication due à la fermeture des chantiers navals, l’arrêt de l’industrie des moquettes et la disparition de celle du jute. En 1983, les premiers ordinateurs ZX Spectrum de Sinclair sont produits à Dundee par la compagnie Timex. La même année, Timex bat tous les records de production malgré une grève des ouvriers pour protester contre les licenciements et la démolition d’une des usines pour construire un supermarché. Timex ferme son usine de Dundee en 1993 à la suite d'une grève de six mois. Afin de combattre le chômage grimpant et les conditions économiques précaires, Dundee est déclarée Enterprise Zone (un peu équivalent à une ZES) en janvier 1984.

### De nos jours

#### Secteurs en croissance
En dehors de domaines spécialisés de la médecine, des sciences et de la technologie, le taux de Dundonians employés dans le secteur secondaire (12 % soit près de 10 000 ouvriers) est plus élevé que celui des grandes villes écossaises. Le salaire moyen d’un ouvrier à Dundee en 1999 était de 19 700 livres sterling contre 16 700 à Glasgow. Le taux de faillite à Dundee est plus bas que les autres villes écossaises avec 2,3 % de toutes les liquidations en Écosse, contre 22 % et 61,4 % respectivement pour Édimbourg et Glasgow.
Tout comme le reste de l’Écosse, les industries de transformation sont remplacées progressivement par une économie mixte moderne, soutenue par les investissements privés et publics et une main-d'œuvre qualifiée ou semi-qualifiée. Cependant, 13,5 % de la main-d’œuvre reste encore dans le domaine de production, chiffre plus élevé que la moyenne de l’Écosse ou du Royaume-Uni, et le double de celui d’Édimbourg, de Glasgow et d’Aberdeen. Les principaux secteurs en croissance sont ceux du développement de logiciels, des biotechnologies, et de la vente au détail. Dundee dispose d’un petit secteur financier, bancaire, et d’assurances avec 11 % de la main-d’œuvre, plus faible que les taux des trois grandes villes écossaises : à titre de comparaison, les secteurs financiers et bancaires d’Édimbourg représentent 33,3 % de la main-d’œuvre.
En 2006, vingt-neuf compagnies employaient 300 personnes ou plus. Dans le secteur privé, on peut citer NCR Corporation, Michelin, Tesco (bien qu’il ait été annoncé en mars 2003 la fermeture de leur centre de distribution dans la ville, conduisant à une perte de 450 emplois), D. C. Thomson & Co, BT, Client Logic Ltd, Sitel Corporation, Norwich Union, Royal Bank of Scotland, Asda, Strathtay Scottish (en), Tayside Contracts, Tokheim, Scottish Citylink, W H Brown Construction, C J Lang & Son, Joinery and Timber Creations, Halifax-Bank of Scotland, Debenhams, Travel Dundee (en), WL Gore and Associates, In Practice Systems, Cyclacel, Pro2Kem, The Wood Group, Simclar, Upstate Life Sciences, Alchemy, Cypex, Real Time Worlds. Dans le secteur public ou non lucratif, les principaux employeurs sont NHS Tayside, l'Université de Dundee, Tayside Police, la Tayside Fire Brigade, HM Revenue and Customs, l'Université d'Abertay Dundee et Wellcome Trust.

Employeurs de plus de 300 personnes
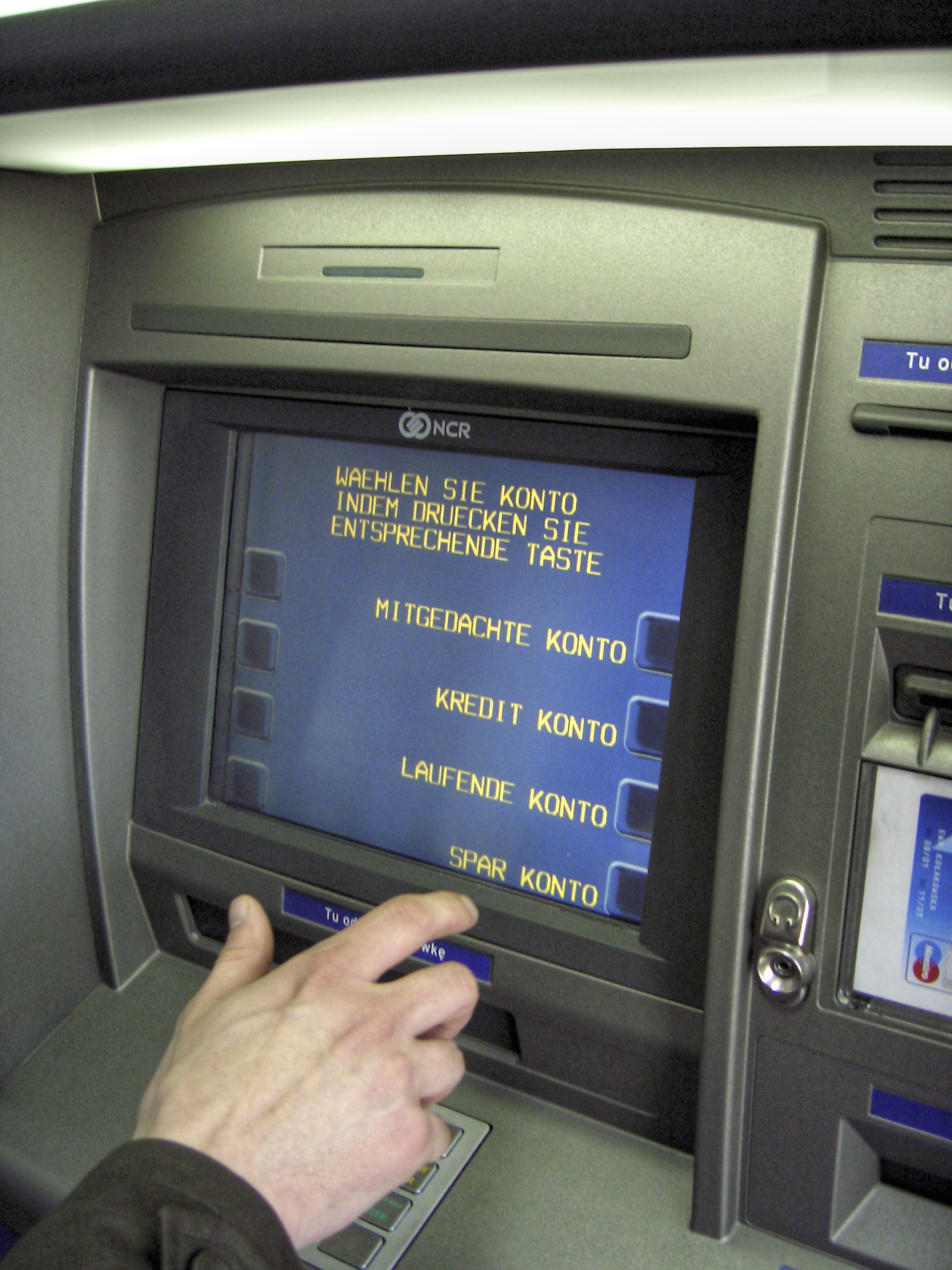
NCR Corporation, spécialisé dans les caisses enregistreuses.
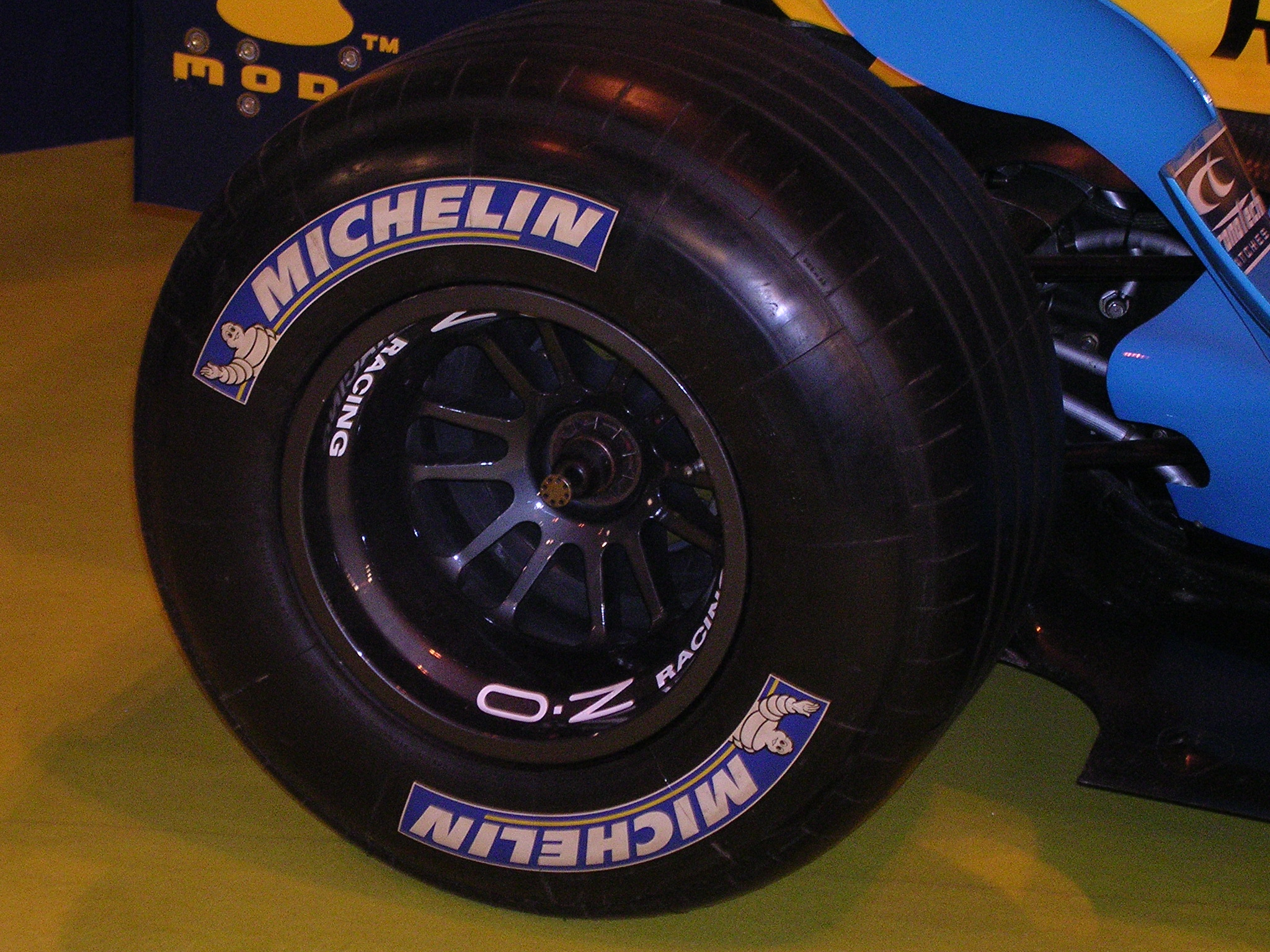
Michelin, fabricant de pneumatiques.
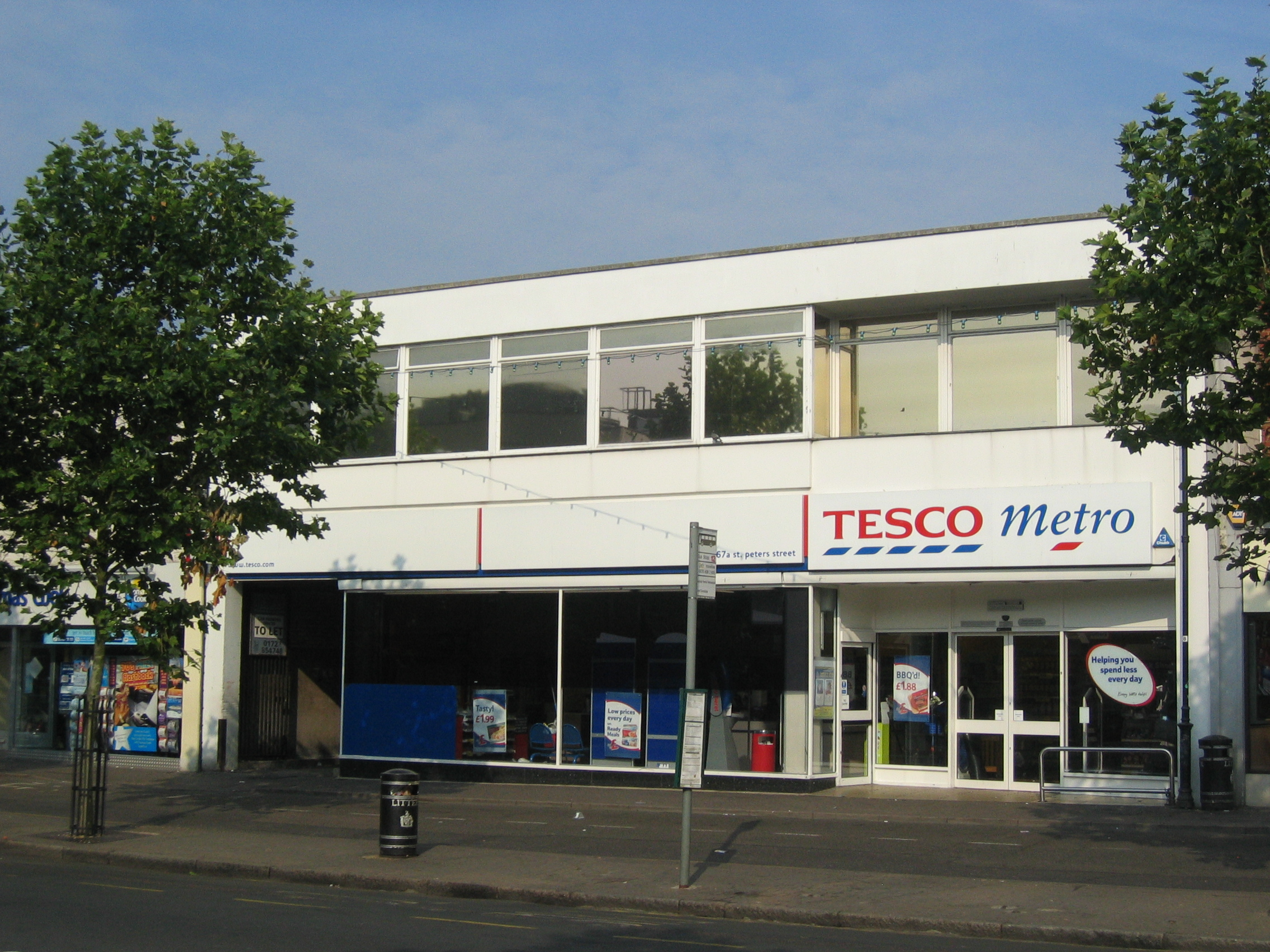
Tesco, groupe de distribution alimentaire.
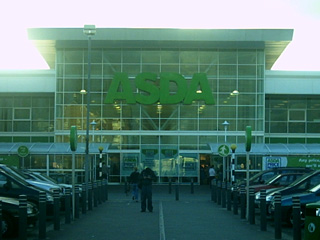
Asda, chaîne de grandes surfaces.
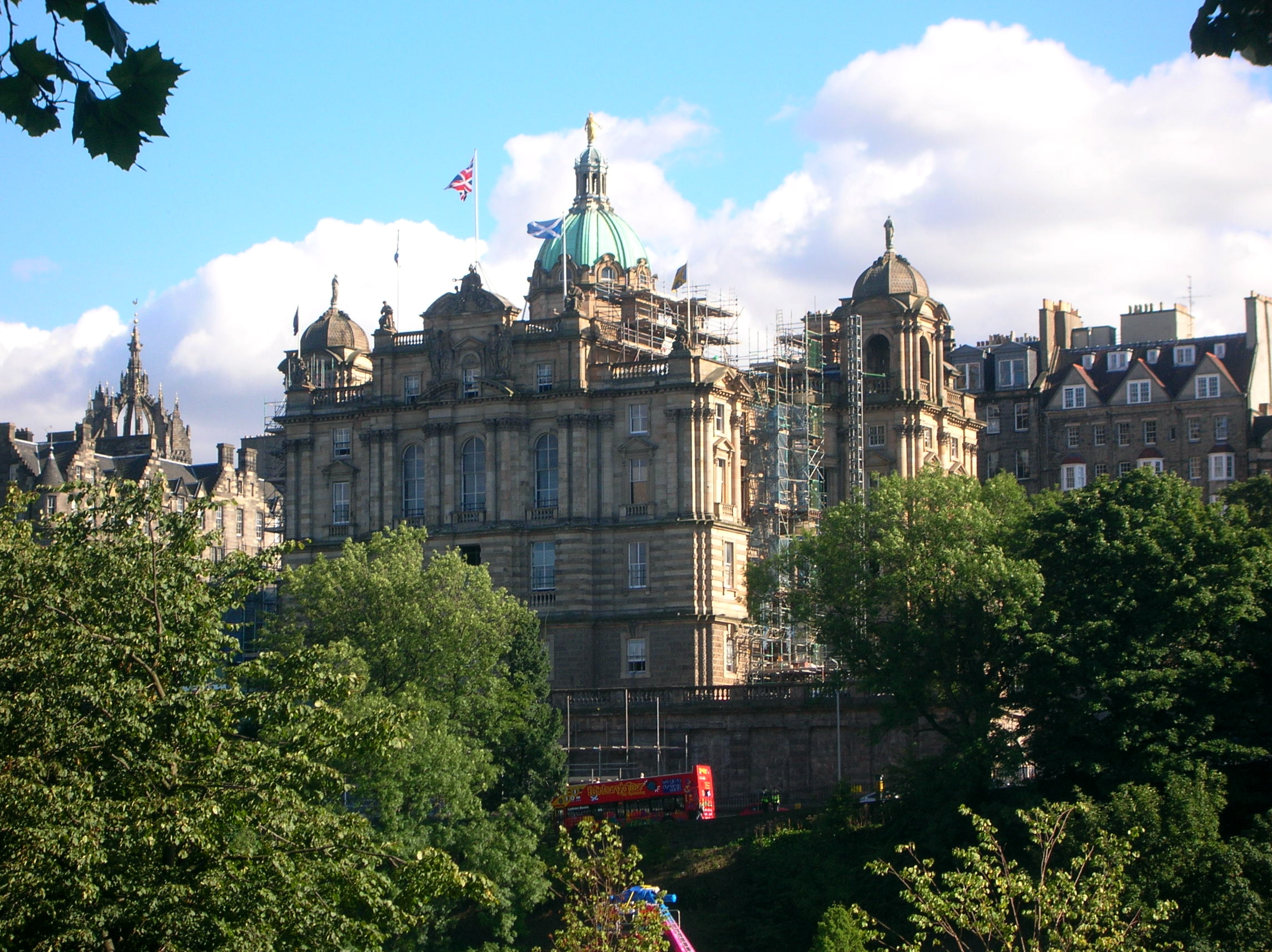
Halifax-Bank of Scotland, groupe bancaire et d'assurance..
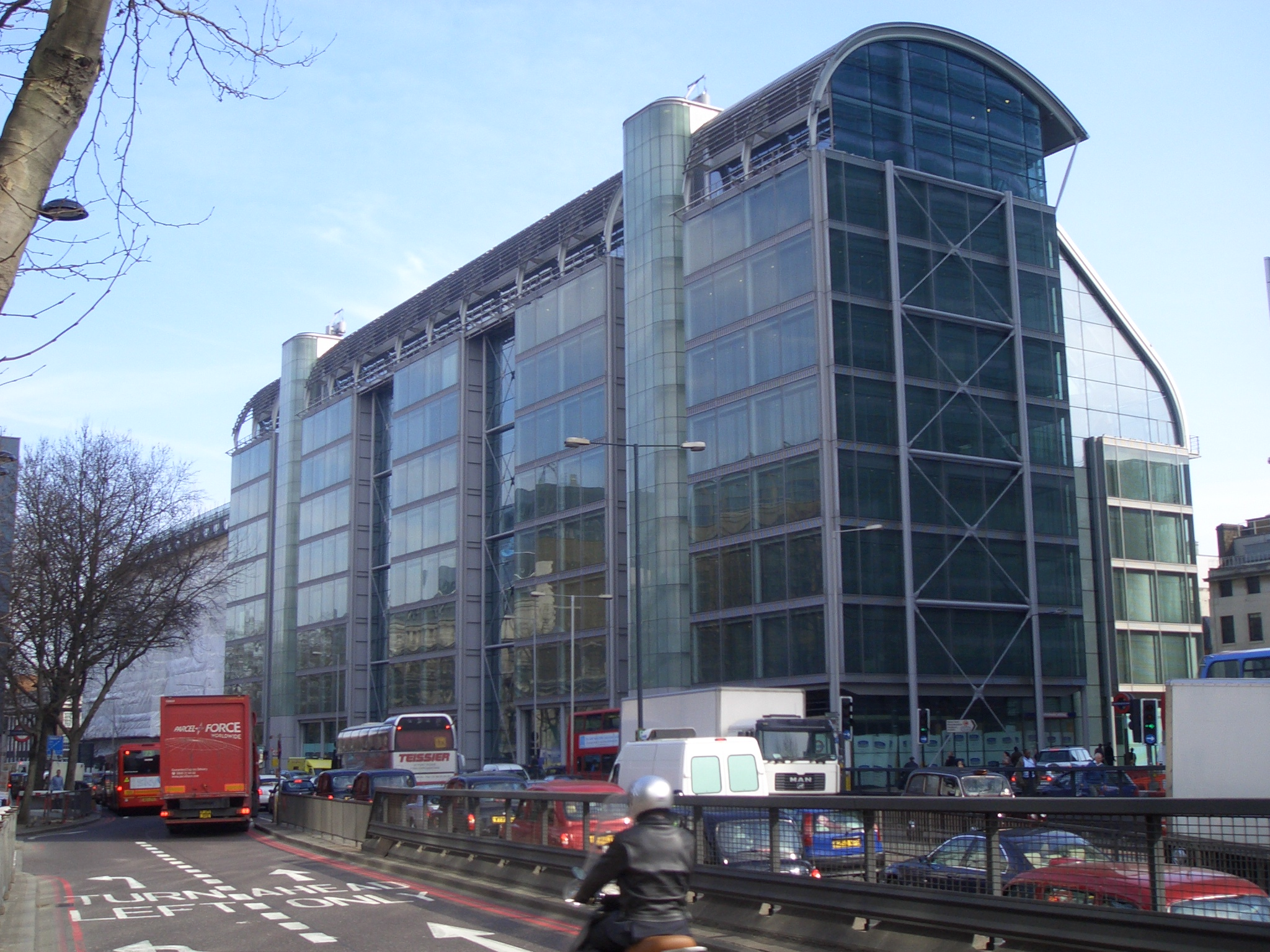
Wellcome Trust, seconde plus riche fondation mondiale de charité en médecine.

#### Principaux employeurs

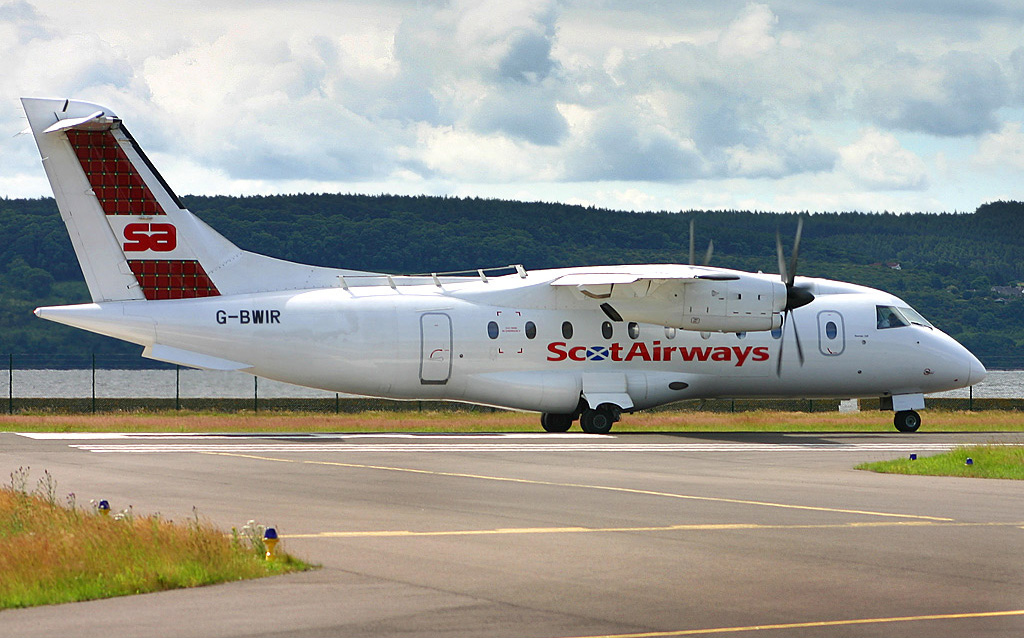
Un Dornier 328 de la compagnie ScotAirways.

Les plus grands employeurs de Dundee sont la mairie et la National Health Service, qui emploient plus de 10 % de la main-d’œuvre de la ville.
L’industrie biomédicale et biotechnologique, y compris les startup biomédicales résultant de la recherche universitaire, emploient directement presque 1 000 personnes et près de 2 000 indirectement.
Les technologies de l’information et les jeux informatiques ont également été des industries importantes depuis plus de vingt ans. La compagnie Rockstar North, qui développa Lemmings et Grand Theft Auto, a été fondée à Dundee sous le nom DMA Design par Davis Jones, un étudiant de l’université d'Abertay Dundee. Celui-ci est devenu maintenant PDG de Realtime Worlds, qui a produit Crackdown, succès commercial et récipiendaire de nombreuses distinctions, et qui emploie plus de 200 personnes de multiples nationalités, principalement à Dundee.
Dundee représente ainsi 10 % de l’industrie de divertissement numérique du Royaume-Uni avec un chiffre d’affaires annuel de 100 millions de livres sterling.

### Tourisme
L’office de tourisme de Dundee au 21 Castle Street déclare recevoir chaque année 115 000 visiteurs dont environ 100 000 venant du Royaume-Uni. Leur nombre a augmenté de façon régulière ces dix dernières années et en particulier les visiteurs extérieurs au Royaume-Uni ont doublé. Les hôtels de Dundee servent également de base pour le tourisme des régions rurales d’Angus et de Perth and Kinross.

## Culture locale et patrimoine

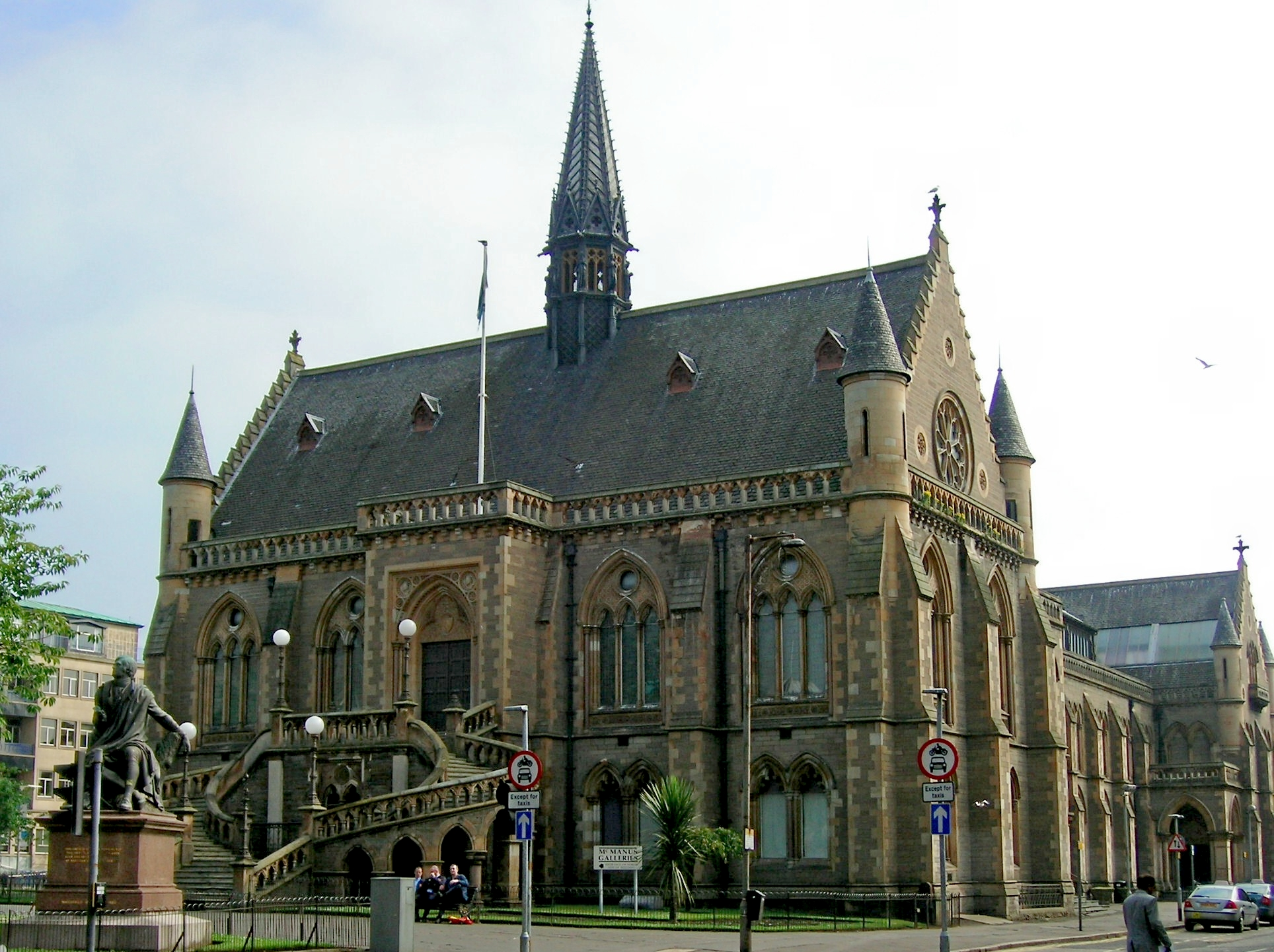
McManus Galleries, sur Albert Square.

### Les lieux de la culture
C'est à Dundee que se trouve l'une des deux troupes interprétant les pièces du répertoire en Écosse. Le Dundee Repertory Theatre, bâti en 1982, abrite le Scottish Dance Theatre, une compagnie de danse contemporaine.
Caird Hall, nommé d'après le mécène de la jute James Key Caird, est régulièrement le site de concerts du Royal Scottish National Orchestra.
Une galerie d'art et un cinéma d'Art et d'Essai sont situés au sein du centre Dundee Contemporary Arts (en), inauguré en 1999 dans le quartier culturel de la ville. Les galeries sont à entrée libre et sont fermées le lundi. McManus Galleries est un bâtiment du XIXe siècle de style néogothique, abritant une collection d'arts décoratifs ainsi que des objets en rapport avec l'histoire de Dundee, l'archéologie et une exposition d'histoire naturelle. On trouve également à Dundee la galerie d'arts écossais Eduardo Alessandro Studios, organisant occasionnellement des expositions.
Mills Observatory, le seul observatoire britannique à être en permanence ouvert au public, est situé au sommet de la colline de Balgay, sur les hauteurs de la ville, et Sensation Dundee est un musée scientifique récent consacré aux cinq sens.
En janvier 2018, le Victoria & Albert Museum de Londres a annoncé l'ouverture en septembre du V&A Dundee, premier musée consacré au design en Écosse.

#### Littérature

Mary Shelley, créatrice du personnage de Frankenstein, a vécu près de Dundee.

L'héritage littéraire de Dundee est très important, de nombreux auteurs ayant vécu ou étudié dans la ville. Ainsi, l'érudit Hector Boece, ami d'Érasme, est né et a étudié à Dundee. Plus récemment, des écrivains tels que A. L. Kennedy, Kate Atkinson, Thomas Dick, Mary Shelley ou encore John Burnside ont marqué l'histoire de la cité.
Le Dundee International Book Prize est un prix littéraire bisannuel ouvert aux jeunes auteurs ; il offre un prix de 10 000 £ et un contrat avec la maison d'édition Polygon Books. On retrouve parmi les anciens lauréats des écrivains comme Andrew Murray Scott, Claire-Marie Watson ou encore Malcolm Archibald.
Le poète du XIXe siècle William McGonagall, qui a vécu et travaillé à Dundee, est régulièrement affligé du titre de pire poète au monde ; son œuvre peut-être la plus célèbre, The Tay Bridge Disaster (Le Désastre du pont de Tay) est souvent mentionnée comme étant l'un des pires poèmes de la langue anglaise. McGonagall donnait souvent des lectures de ses œuvres dans les pubs et les bars de la ville ; une grande partie de ses poèmes se réfèrent d'ailleurs à des évènements s'étant déroulés à Dundee et dans sa région.

#### Musique
Plusieurs groupes de musique populaires viennent de Dundee, comme le Average White Band, les Associates, Spare Snare, ou Danny Wilson et le groupe The View. Ricky Ross de Deacon Blue, ainsi que l'auteur-compositeur KT Tunstall, sont d'anciens élèves de la High School of Dundee, bien que Tunstall ne soit pas native de la ville. Le groupe de rock irlandais Snow Patrol avait, lui, été créé par un groupe d'élèves de l'Université de Dundee, et Brian Molko, le chanteur principal de Placebo, a grandi dans la ville.
Chaque automne depuis 1995, Dundee accueille un festival annuel de blues, le Dundee Blues Bonanza. En popularité croissante, il commença par accueillir 9 groupes en 1995, et en recevait 115 en 2006. En mai 2006, le Big Weekend music festival de BBC Radio 1 a été organisé dans le park Camperdown de Dundee.
Bien que n'étant pas originaire de la ville, le groupe de Power Metal Gloryhammer fait référence à de nombreuses villes écossaises dont Dundee, une des villes principale du royaume médiéval de Fife.

### Personnalités liées à la ville

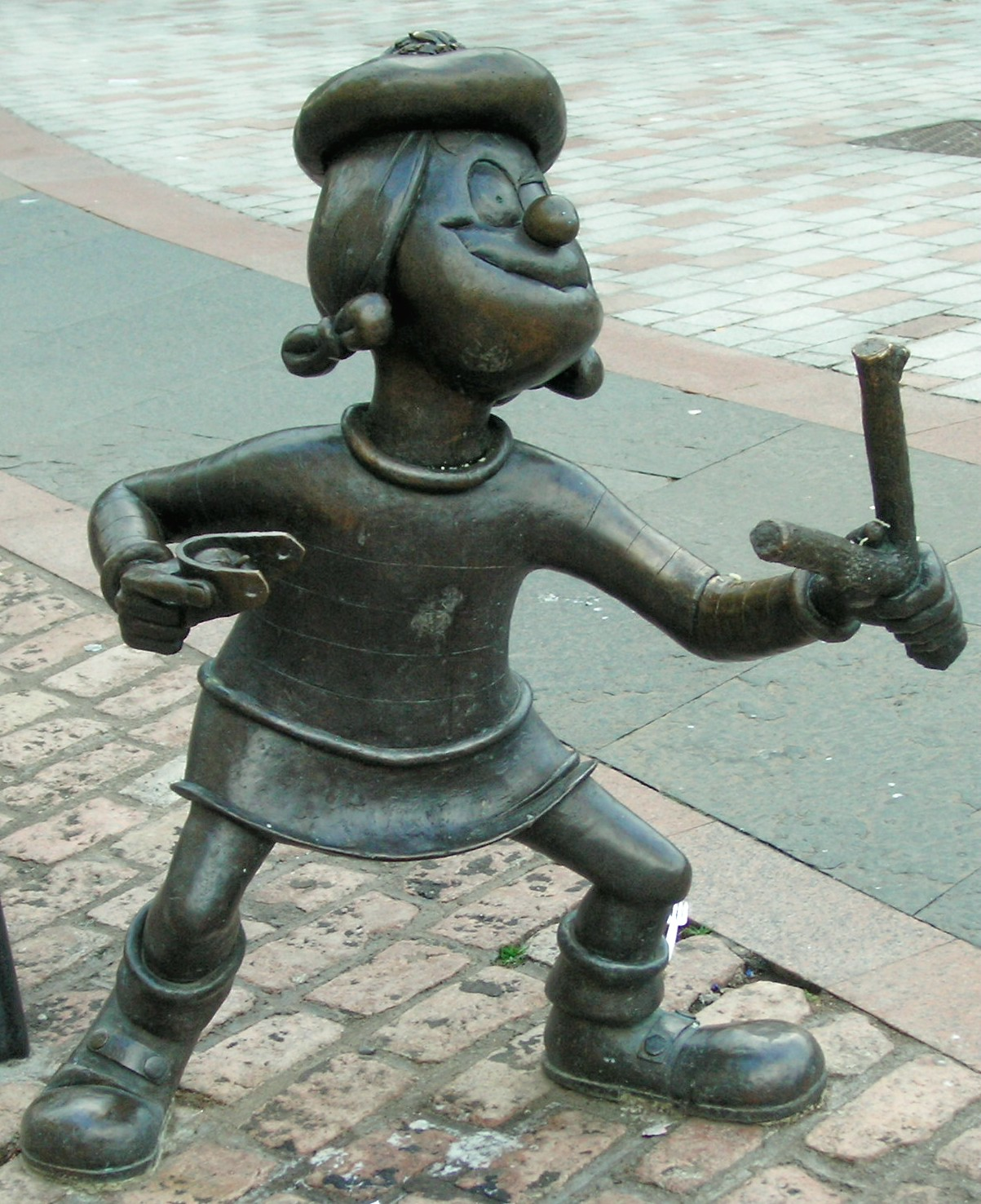
Statue du personnage de BD Minnie the Minx

De nombreuses personnalités aussi bien scientifiques que du monde des arts sont reliées à Dundee. Son surnom, City of Discovery - ville de la découverte - est principalement dû au fait que c'est à Dundee que le navire RRS Discovery, de l'expédition polaire du même nom, a été construit. Mais d'autres chercheurs ont pu justifier ce surnom. Ainsi, le docteur Thomas MacLagan a mené les premiers travaux sur les salicylés, qui ont permis plus tard la synthèse de l'acide salicylique, principe actif de l'aspirine en 1874, a effectué l'intégralité de ses recherches à Dundee. James Bowman Lindsay, l'inventeur de l'ampoule électrique et de la télégraphie sous-marine, est enterré au cimetière de la ville
Le peintre John Zephaniah Bell y est né en 1794. Les auteurs de la région de Dundee comptent notamment Mary Shelley, auteur du roman fantastique Frankenstein ou le Prométhée moderne et, parmi les acteurs, on retrouve le britannique Brian Cox, né à Dundee en 1946. La suffragette et conférencière Wilhelmina Hay Abbott est née à Dundee en 1884.

### Héraldique et drapeau

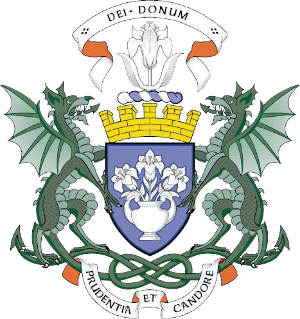
Armoiries de Dundee

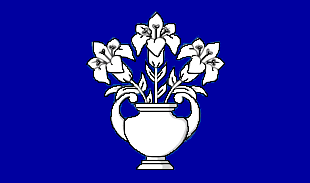
Drapeau de Dundee

Garanties par le Lord Lyon en 1673, les armoiries de Dundee sont composées d'un écu d'azur, chargé avec trois lys d'argent, dans un vase du même.
Le lys est un emblème de Sainte-Marie, la sainte patronne de la cité, et le bleu est sa couleur. L'emblème date au 1416, quand il apparait sur le sceau de la cité.
Sur l'écu est une couronne murale d'or, et le cimier est un autre lys d'argent. Les supports sont dragons verts, avec leurs queues nouées. Les devises, déjà mentionnées, sont : DEI DONUM (latin : Don de Dieu) au-dessus, et PRUDENTIA ET CANDORE (Par la prévoyance et la sincérité) au-dessous. Celui-là est la devise originale, un calembour du nom de la ville ; celui-ci était ajoutée en 1932. Originellement, l'écu était surmonté par le lys seul. En 1935, quand Dundee est devenu un Burgh, un casque et une couronne municipale étaient ajoutés.
Le 2 octobre 1975 Dundee est devenu un district et le casque a été effacé, et le 3 juin 1996, quand le statut de Dundee a été changé à Cité, la couronne a été changée à sa forme actuelle. Toutes les autres parts du blason restent identiques.
Le drapeau de la ville est dérivé de l'écu.